# Kindergarten

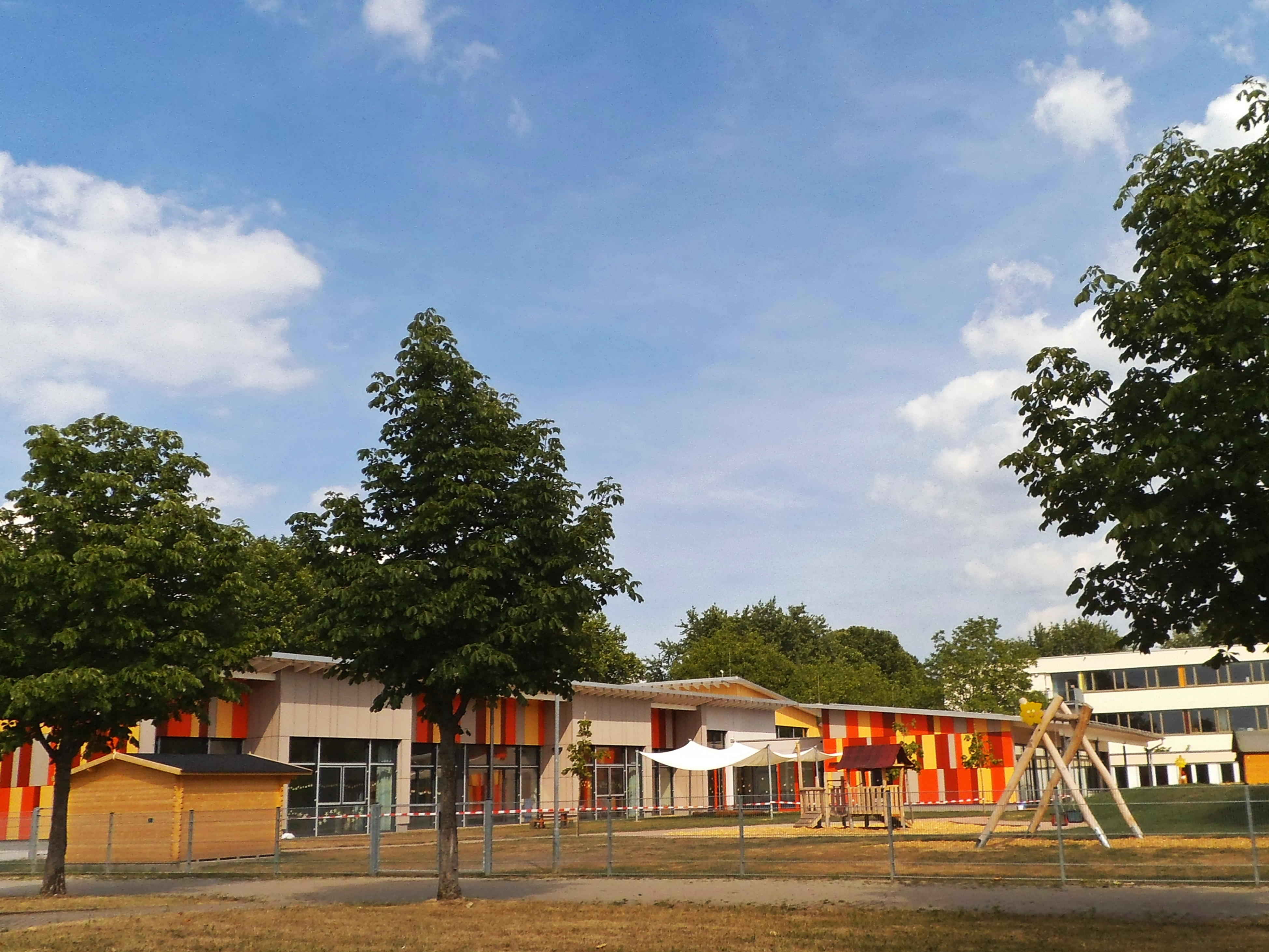
Kindergarten als moderner Flachbau mit Glastüren zum Außengelände

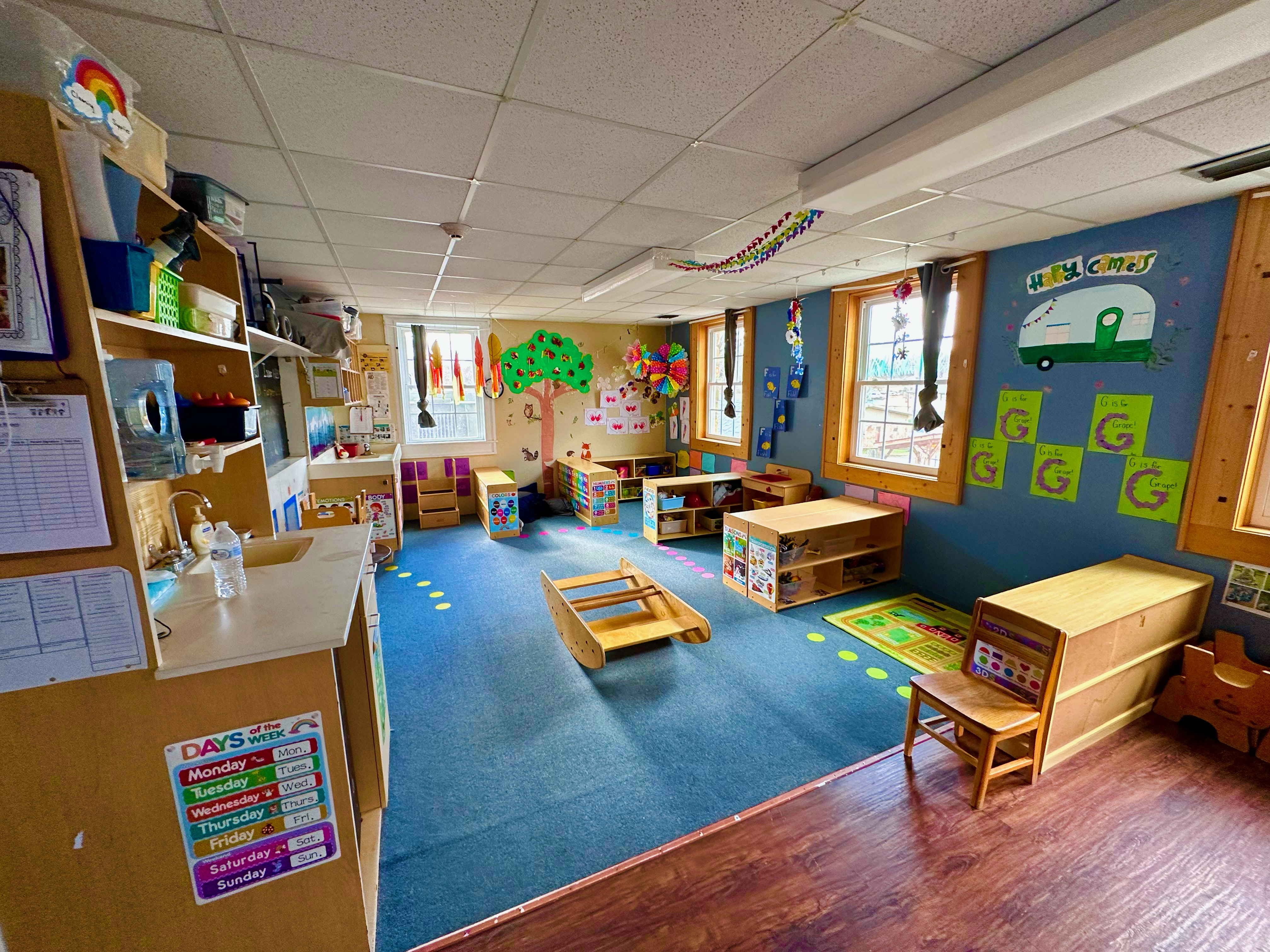
Exemplarischer Raum, USA

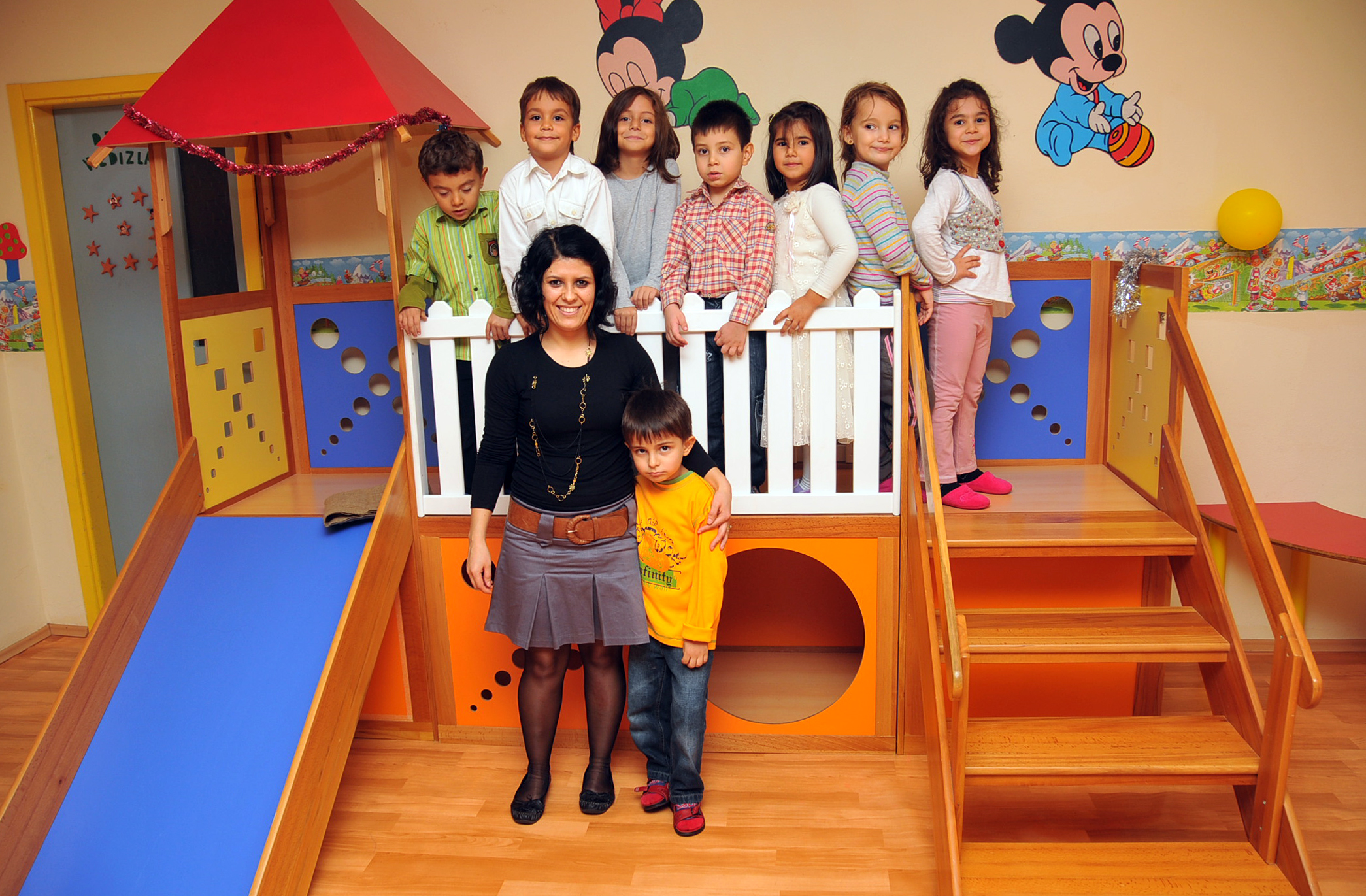
Eine Gruppe in einem Kindergarten in Alanya

Ein Kindergarten ist eine Einrichtung der Kindertagesbetreuung, welche in öffentlicher oder privater Trägerschaft der Frühen Bildung zur Entwicklungsförderung von Kindern bis zu ihrem Schuleintritt dient.

## Überblick
Der Kindergarten ist eine frühkindliche Bildungseinrichtung für Kinder, die in Deutschland das dritte und in der Schweiz das vierte Lebensjahr vollendet haben und in Österreich – außer in Wien und Niederösterreich – mindestens zweieinhalb Jahre alt sein müssen, aber noch nicht zur Schule gehen. In Abgrenzung dazu spricht man bei Einrichtungen/Gruppen für jüngere Kinder zumeist von der Kinderkrippe und vom Hort bei Einrichtungen/Gruppen für Kinder im Grundschulalter. In Anlehnung an Friedrich Fröbel, den Gründer (eigentlich Stifter) des ersten Kindergartens, wird die Bezeichnung inzwischen immer häufiger auch als Sammelbegriff für alle Einrichtungen der Kindertagesbetreuung verwendet.
In Deutschland besuchen 93,6 % der Kinder zwischen 3 und 5 Jahren eine Kindertagesbetreuung. Dabei gibt es nach wie vor große Unterschiede zwischen den verschiedenen Bundesländern, insbesondere zwischen Ost- und Westdeutschland, wobei die Betreuungsquote in Ostdeutschland über der in Westdeutschland liegt.

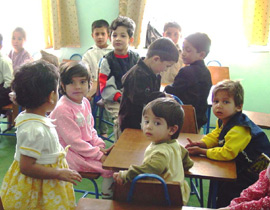
Kindergarten in Afghanistan

Der Kindergarten ist in Deutschland und Österreich dem Sozialbereich zugeordnet, in Deutschland gehört er zur Kinder- und Jugendhilfe, in Österreich ressortiert er im Bereich „Soziale Sicherheit“. Damit verbunden ist eine sozialpädagogische Ausrichtung mit einem Erziehungs-, Bildungs- und Betreuungsauftrag. Der Kindergarten ergänzt die Erziehung in der Familie; er eröffnet den Kindern erweiterte und umfassendere Erfahrungs- und Bildungsmöglichkeiten über das familiäre Umfeld hinaus. Im Gegensatz zum Schulwesen hat der Staat in der Kindertagesbetreuung keinen eigenständigen, vom Erziehungsrecht der Eltern unabhängigen Auftrag. Dieser Auftrag des Kindergartens leitet sich vom Erziehungsrecht der Eltern ab und wird ihm durch den (Betreuungs-)Vertrag übertragen. Im Zuge der Bildungsdebatte, die in Deutschland vor allem das durchschnittliche Abschneiden bei den internationalen PISA-Studien verstärkt wurde, richtete sich die Aufmerksamkeit zunehmend auf den Bildungsauftrag des Kindergartens (siehe auch Vorschule).
In der Schweiz ist der Kindergarten ein Teil des Schulwesens. Außerhalb der Unterrichtszeiten befinden sich die Kinder zu Hause oder werden in der Kinderkrippe betreut. Der Kindergarten ist je nach Kanton kantonal oder kommunal geregelt.
Dort wird auch manchmal die Bezeichnung Kindergartenschüler verwendet. Sonst werden Kindergartenkinder in der Schweiz, Liechtenstein und Vorarlberg auch oft als Kindergärtler bezeichnet.
Hinsichtlich der Öffnungszeiten kann man grob drei Formen unterscheiden:
- Teilzeitbetreuung, am Vor- und/oder am Nachmittag
- Verlängertes Vormittagsangebot, von morgens bis nach dem Mittagessen
- Ganztagsbetreuung, von morgens bis zum Spätnachmittag. Diese Einrichtungen heißen in Deutschland häufig Kindertagesstätten (kurz Kita), Tagesheime oder Tageskindergarten. In letzter Zeit bieten Träger im Hinblick auf die Vereinbarkeit von Familie und Beruf auch zunehmend erweiterte Betreuungszeiten an, die sehr früh morgens beginnen (5:30 Uhr), bis in den späten Abend reichen (20 Uhr) und Samstage und Übernachtungsmöglichkeiten umfassen.

In den meisten deutschen Kindergärten arbeiten unterschiedliche pädagogische Fachkräfte, wie Erzieher, Kindheitspädagogen, Sozialpädagogen, Kinderpfleger und Sozialassistenten. In Österreich werden in Kindergärten eigens ausgebildete Kindergartenpädagogen (Elementar- und Sozialpädagogen), Kinderbetreuer und Stützkräfte angestellt. In der Schweiz unterrichten an Pädagogischen Hochschulen ausgebildete Kindergärtnerinnen und Kindergärtner.
Unterhalten werden in Deutschland Kindergärten – regional in sehr unterschiedlichen Anteilen – durch freie Träger oder von den Kommunen. Freie Träger sind vor allem kirchliche Träger, Institutionen der Freien Wohlfahrtspflege, Vereine und Elterninitiativen oder privatwirtschaftliche Träger. In Südschleswig bestehen zudem dänischsprachige Kindergärten, in der Lausitz sorbischsprachige Kindergärten, zum Teil als Witaj-Kindergärten.
Insgesamt gab es in Deutschland 56.708 Tageseinrichtungen für Kinder. Davon bieten 21.218 eine integrative Betreuung von Kindern mit und ohne Behinderung an. Nur noch 228 Kindertageseinrichtungen richten sich allein an Kinder mit Behinderungen bzw. Förderbedarf.
Zunehmend werden die Einrichtungen nicht mehr nach Altersgruppen (Krippe, Kindergarten, Hort) oder nach Zielgruppen (Kinder mit besonderen Förderbedürfnissen) getrennt betrieben, sondern in integrierter oder zumindest kombinierter Form.

## Geschichte

### Historischer Hintergrund
Durch die mit der industriellen Revolution einhergehende Landflucht und die Ablösung von der Großfamilie änderten sich die familiären und sozialen Umstände, in denen Kinder aufwuchsen, dramatisch. Frauen wurden zunehmend in den industriellen Produktionsprozess einbezogen. Insbesondere in den rasant wachsenden Großstädten verwahrlosten die Kinder.

### Zum Namen
Für die heute allgemein als „Kindergärten“ bezeichneten Einrichtungen öffentlicher Kleinkindererziehung existierten im 19. Jahrhundert unterschiedliche Namen:
Aus den Bezeichnungen Kleinkinderschule und Kleinkinderbewahranstalt kann nicht auf eine bestimmte Pädagogik geschlossen werden. In Bayern wurde 1839 die Bezeichnung „Kleinkinderschule“ verboten, da es sich bei den Einrichtungen öffentlicher Kleinkindererziehung um „Privatinstitute“ handelte, die gerade nicht dem Schulwesen angehören sollten.
Die Wortschöpfung Kindergarten geht auf den Thüringer Pädagogen Friedrich Fröbel zurück. Die Findung des Namens bezeichnete er als „Offenbarung“, die ihm im Frühjahr 1840 auf einer Wanderung von Blankenburg nach Keilhau widerfuhr. Für ihn sollte das Kind im Kinder-Garten wie eine Pflanze gepflegt und gehegt werden, daher der Name. Er war Schüler Pestalozzis (1746–1827), erweiterte dessen Ansätze und setzte sie in den Kindergärten um. Das Wort „Kindergarten“ nahm unübersetzt Einzug in weitere Sprachen, wie etwa das Englische. Im NS-Staat wurde von der Nationalsozialistischen Volkswohlfahrt (NSV) der Begriff Kindertagesstätte (auch Dauerkindertagesstätte, Erntekindertagesstätte, Hilfskindertagesstätte) verwendet.

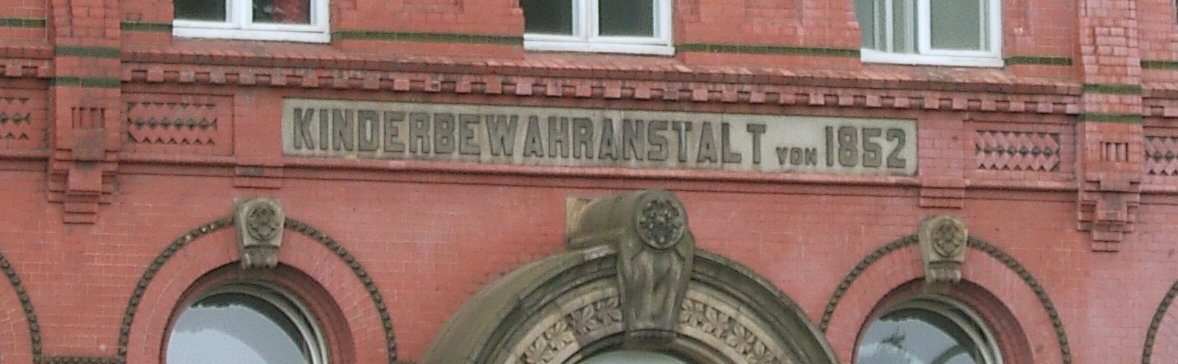
„Kinderbewahranstalt von 1852“ in der Hamburger Neustadt
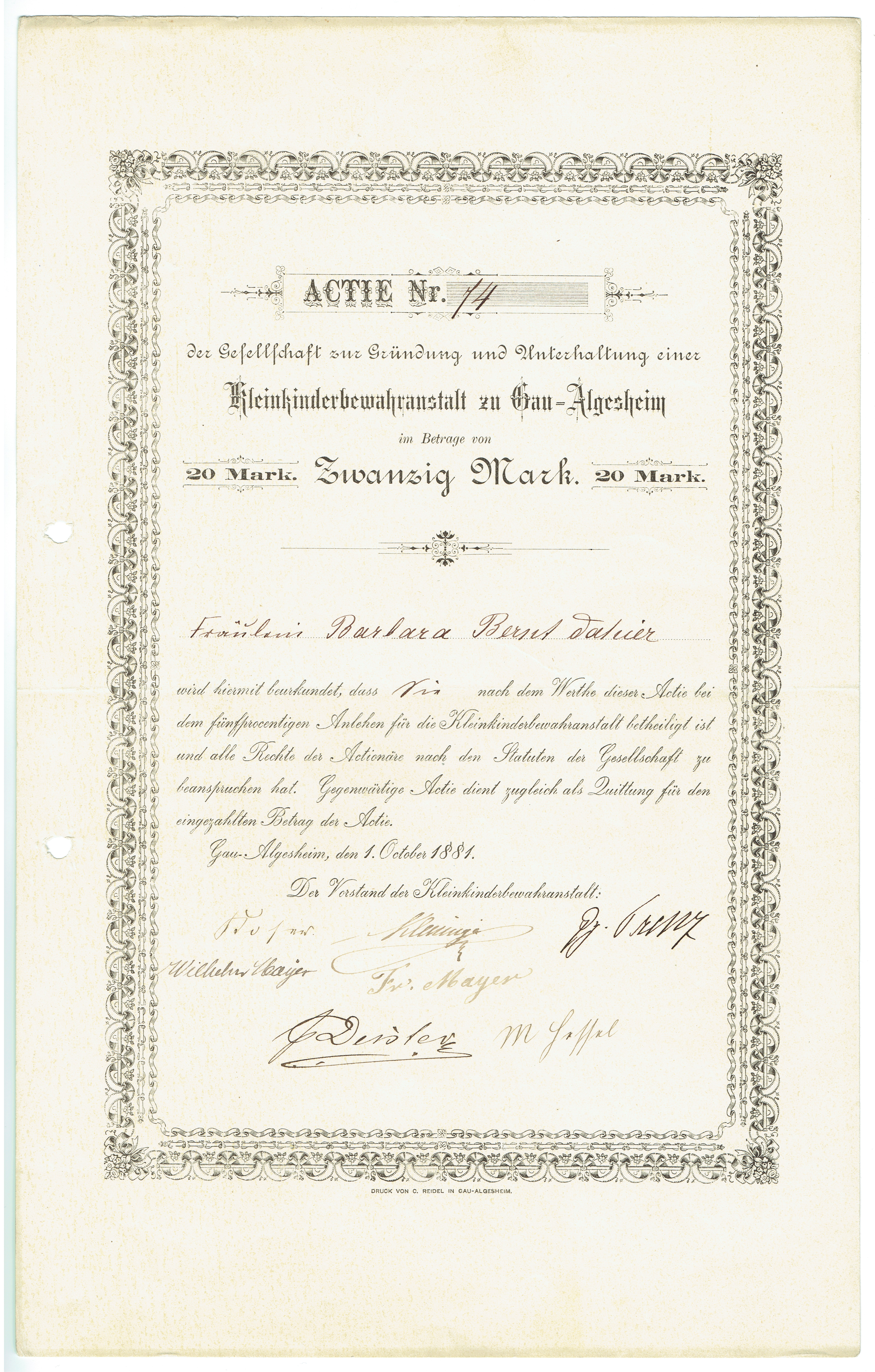
Namensaktie der Kleinkinderbewahranstalt zu Gau-Algesheim vom 1. Oktober 1881.
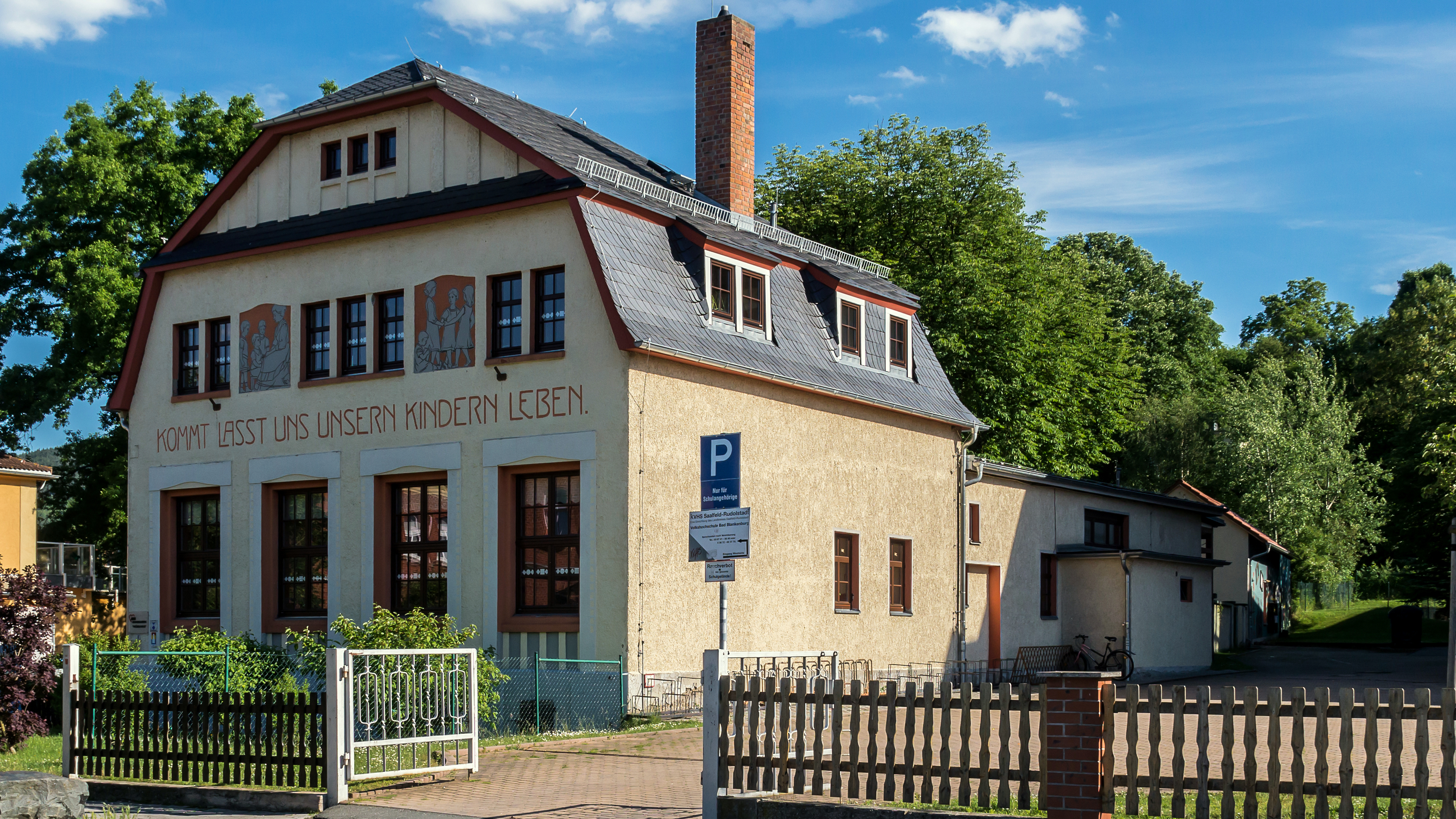
Fröbelkindergarten in Bad Blankenburg, 1908 eröffnet
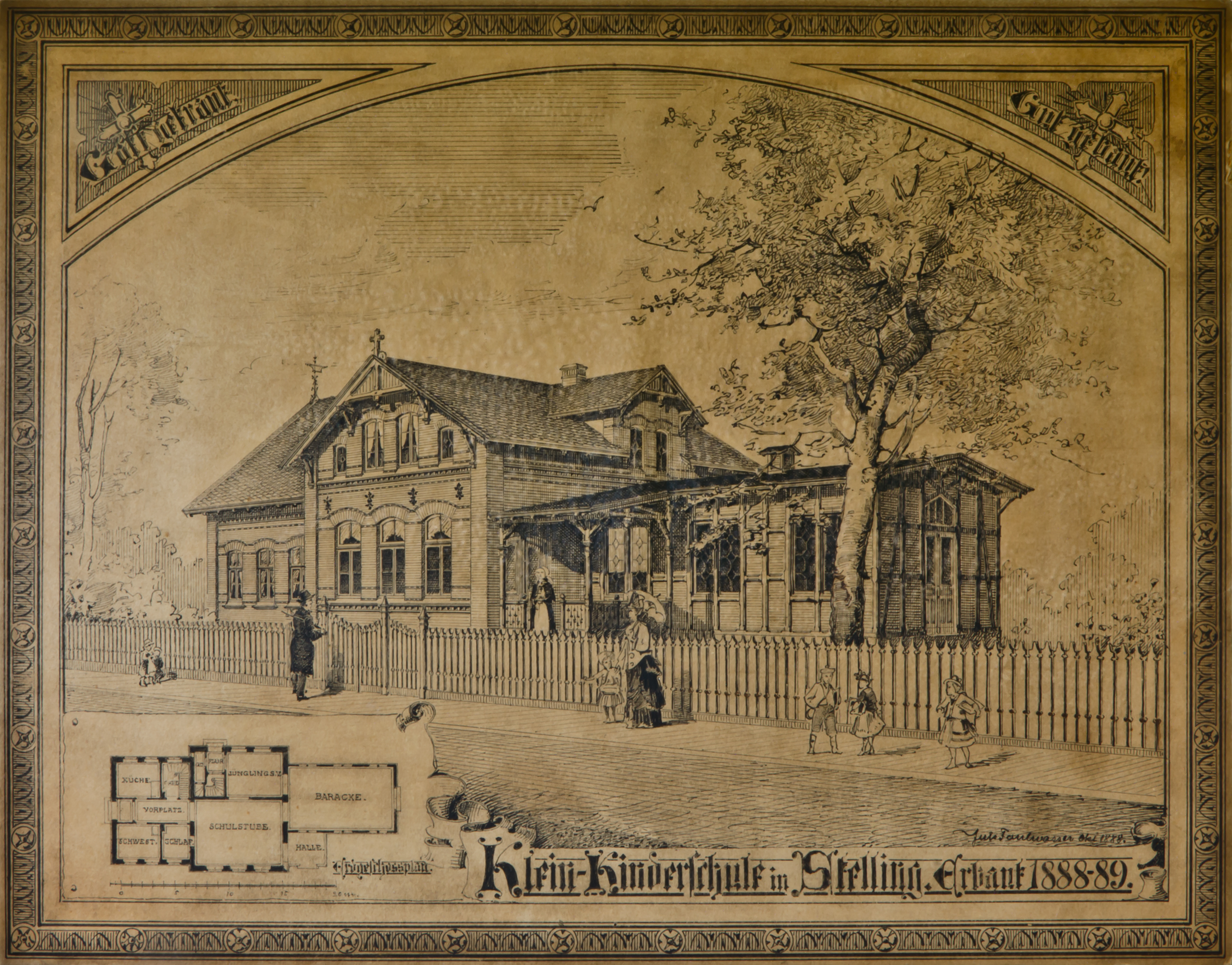
Kleinkinderschule in Hamburg-Stellingen, 1889

### Vorreiter

#### Johann Friedrich Oberlin
Bereits 1760 richtete Pfarrer Johann Friedrich Oberlin im Dorf Belmont (Elsass) eine sogenannte Strickschule ein. „...Wir finden hier im Wesen eine Kombination von Kindergarten und Hort“ (Psczolla o. J, S. 10).

#### Louise Scheppler
Louise Scheppler, seit 1778 die engste Mitarbeiterin Oberlins, gründete am 16. Juni 1779 in Waldersbach im Elsass eine Schule für kleine Kinder (Kleinkinderschule – salles d’asile).

#### In Straubing
Eine der ersten Einrichtungen öffentlicher Kleinkindererziehung wurde in Deutschland um 1780 in Straubing ins Leben gerufen.

#### Pauline zur Lippe
1801 kaufte Pauline zur Lippe in Detmold ein geeignetes Gebäude für ihre sozialen Einrichtungen. Es handelte sich um den sogenannten „Schwalenberger Hof“, in dem sie am 1. Juli 1802 die erste Kinderbewahranstalt für Kinder von Feldarbeiterinnen eröffnete.

#### Teréz Gräfin von Brunszvik
Für die allgemeine Entwicklung der Vorschuleinrichtung war u. a. die in Vergessenheit geratene Ungarin Teréz Gräfin von Brunszvik von Bedeutung. Genannte gründete am 1. Juni 1828 die erste Kinderbetreuungseinrichtung unter dem Namen Engelgarten in Buda. In jungen Jahren lebte sie unter anderem in der Schweiz, wo sie Pestalozzi begegnete. Diese Begegnung war entscheidend für ihre Zukunft. Sie wurde Vorreiterin der Frauenbildung in Ungarn. Sie selber gründete elf Einrichtungen öffentlicher Kleinkindererziehung, eine Berufsschule, eine höhere Mädchenbildungsanstalt (in Zusammenarbeit mit ihrer Nichte, Blanka Gräfin von Teleki) und eine Hauswirtschaftsschule. 1836 rief sie einen Verein für die Eröffnung von Kleinkinderbewahranstalten ins Leben. Ihre pädagogischen Erfahrungen gab sie auf ihren Reisen nach Deutschland (München sowie Augsburg), England, Italien usw. weiter. Bis zu ihrem Tod im Jahr 1861 wuchs die Zahl der Einrichtungen öffentlicher Kleinkindererziehung in Ungarn auf 80. Die Gräfin forderte die Regierung zur Regelung der Bildung von Erzieherinnen auf und schrieb mehrere Fachbücher über die Wichtigkeit frühkindlicher Erziehung. Seit 1837 läuft in Ungarn die Kindergärtnerinnen-Ausbildung ununterbrochen, seit dem 1. September 1959 als Hochschulstudium.

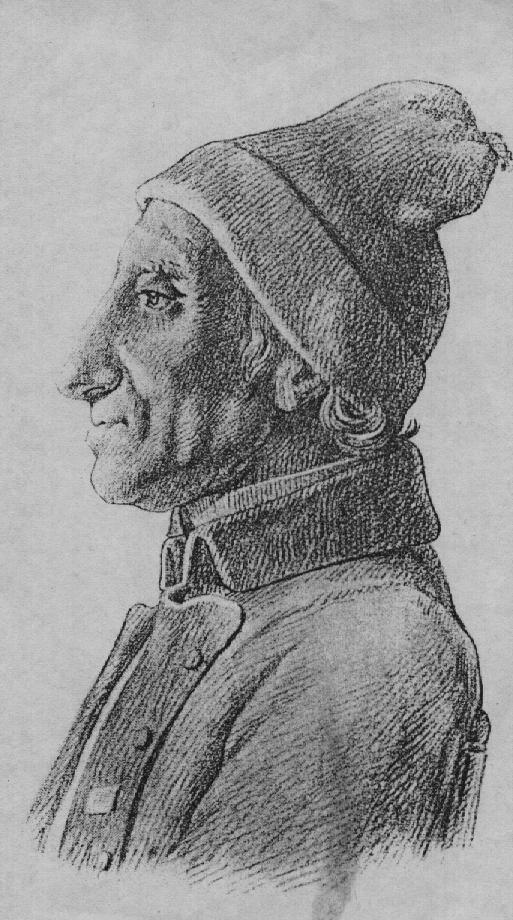
Johann Friedrich Oberlin
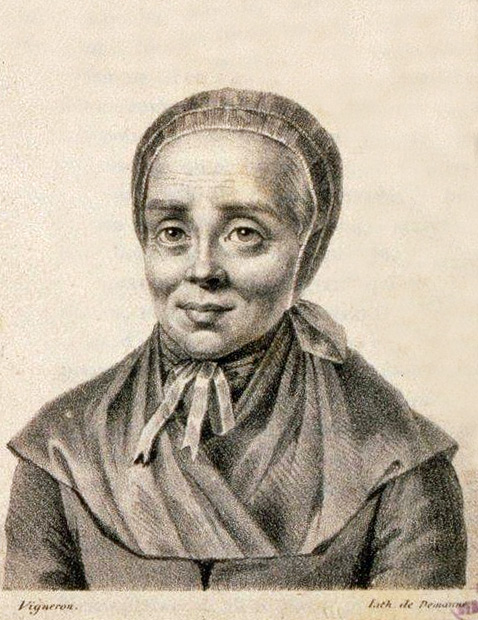
Louise Scheppler, 1824
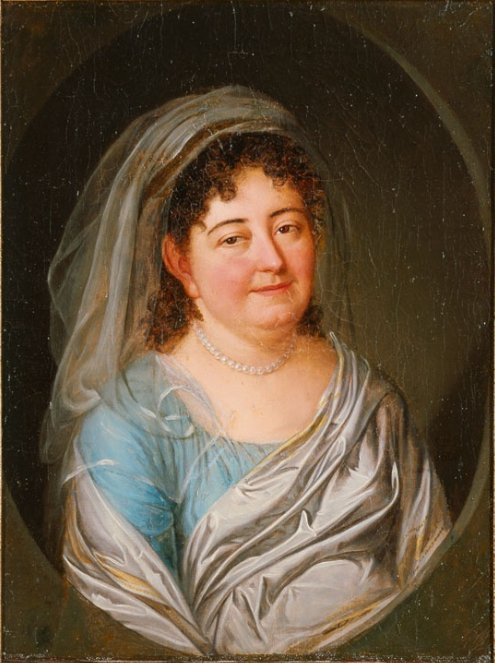
Pauline zur Lippe, 1801
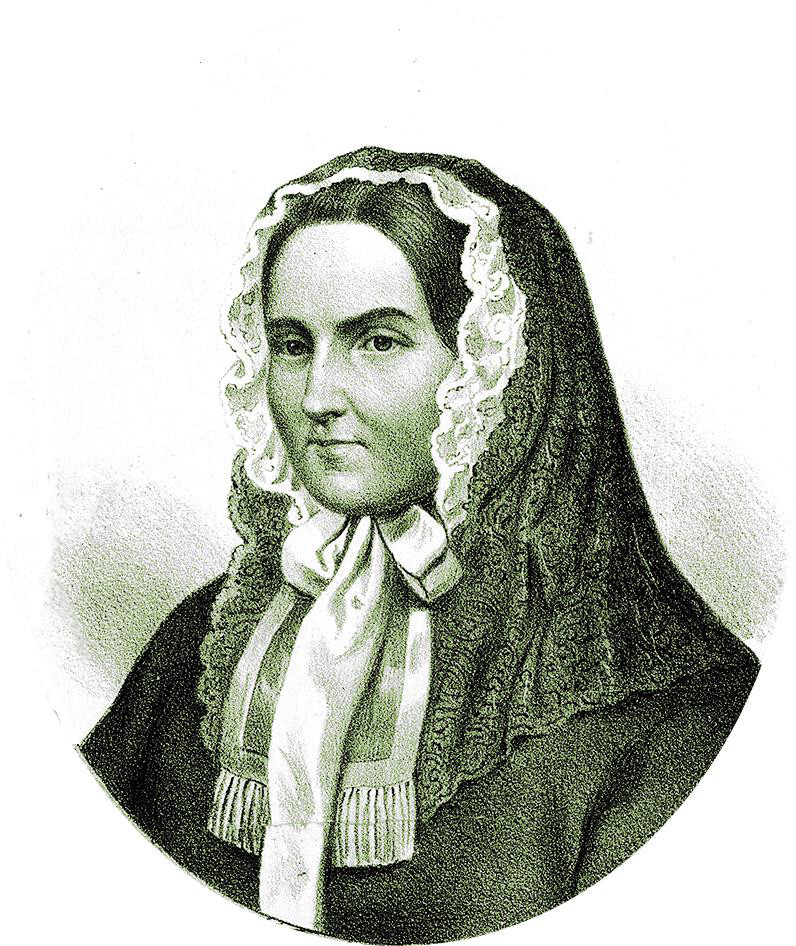
Teréz Gräfin von Brunszvik

#### Karl Reinthaler
Bereits 1835 hatte der in Erfurt geborene Theologe und Pädagoge Karl Reinthaler (1794 bis 1863) die Gründung einer sogenannten Warte- und Pflegeanstalt für kleine Kinder angeregt, die auch als Warteschulverein bekannt wurde. Gemeinsam mit fünf „ehrbaren Männern“ der Stadt wurde am 23. Mai 1835 im Sitzungszimmer der städtischen Armenkommission die Gründungsurkunde unterzeichnet. Wie aus den noch vollständig erhaltenen Unterlagen jener Zeit ersichtlich, stand am Eröffnungstag, dem 20. Juli 1835, eine einzige Mutter mit ihrem Kind vor der Pforte des Hospitals, in dem die Kleinen anfangs beschützt und bewahrt werden sollten (zwölf waren erwartet worden). Eine eigens dafür examinierte Frau betreute die sich ständig vergrößernde Kinderschar, die schnell auf 20 bis 30 Kinder anwuchs.

#### Ferdinand Blumröder
Zwei Jahre vor der Stiftung des ersten Kindergartens hatte der Marlishäuser Pfarrer Johann Samuel Ferdinand Blumröder eine Kleinkinderbewahranstalt in dem zu Schwarzburg-Sondershausen gehörenden Dorf gegründet.

#### Jesaias Hochstaedter
Die erste rein jüdische vorschulische Einrichtung, noch Spielschule genannt, nahm am 4. November 1839 am Frankfurter Philanthropin ihren Betrieb auf. Ihr Initiator war Jesaias Hochstaedter, der mit Fröbel im regelmäßigen Briefkontakt stand. Ein halbes Jahr später wurde die Anstalt verlegt und nach dem Tod Hochstaedters im August 1841 aufgrund geringer Auslastung geschlossen. In den Kindergärten für jüdische Kinder „mussten alle Erziehenden der mosaischen Konfession angehören. Das Konzept orientierte sich an der Fröbelschen Pädagogik. Den zumeist orthodox erzogenen Kindern wurde ein ihren Bedürfnissen entsprechendes Umfeld geboten, geprägt von den ihnen vertrauten religiösen und traditionellen Werten. Die meisten jüdischen Kindergärten wurden von gut situierten und sozial engagierten Eltern protegiert“.

#### Christian Friedrich Spittler
1840 gründete Christian Friedrich Spittler, Sekretär der Deutschen Christentumsgesellschaft in Basel, in Riehen eine Kleinkinderschule, die von privaten Gönnern getragen wurde.

### Die ersten Kindergärten

#### Friedrich Fröbel

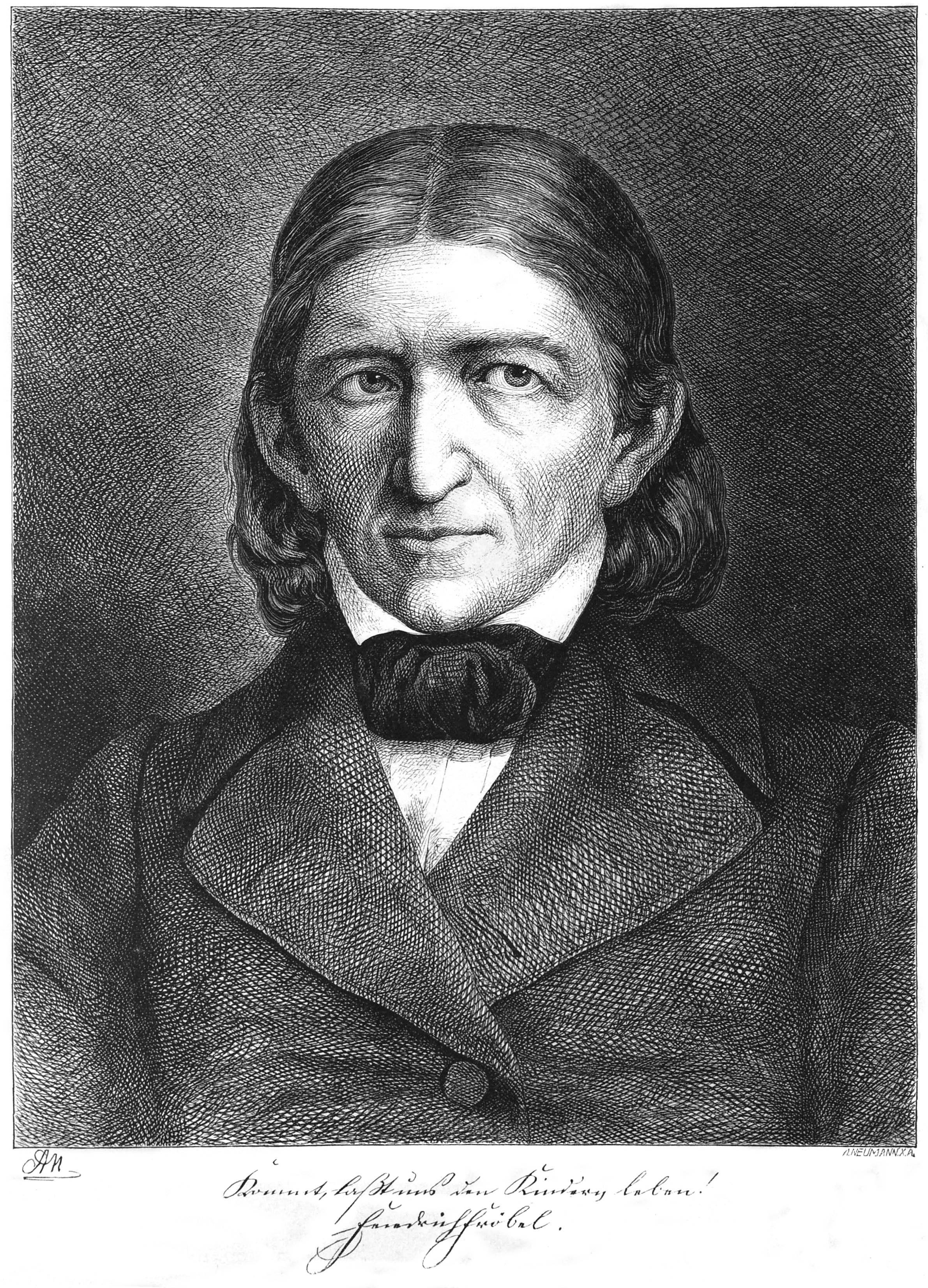
Friedrich Wilhelm Fröbel (1782–1852), der Begründer des Kindergartens

Am 28. Juni 1840 stiftete der Thüringer Friedrich Wilhelm August Fröbel im Rathaus von Blankenburg den ersten Allgemeinen deutschen Kindergarten.
Ursprünglich sollte die Einrichtung für Kinder von ca. 2 bis 7 Jahren eine Anschauungsstätte für Mütter sein, denen Friedrich Fröbel die entscheidende Bedeutung in der Kindererziehung zusprach, um diesen die Handhabung mit den von dem Pädagogen entwickelten Beschäftigungsmittel und Spielgaben aufzuzeigen. Allgemein sollten vom Kindergarten positive Impulse in die Familie ausstrahlen.
Bis 1846 existierten erste „wirkliche“ Kindergärten nach Fröbels Gedanken in Annaburg, Lünen, Dresden, Frankfurt am Main, Homburg v. d. H., Gotha und Quetz.

#### Verbot der Kindergärten in Preußen und Bayern
1851 wurde der Kindergarten „wegen atheistischer Tendenzen“ in Preußen verboten. Federführend war der damalige preußische Minister Karl Otto von Raumer. Für das „Königl. Preußische Ministerium der Geistlichen-, Unterrichts- und Medizinal-Angelegenheiten“ galten Friedrich Fröbels pädagogische Auffassungen als verderblich und vollständig haltlos (zit. nach Nacke 1853, S. 358). In Bayern verbot das Staatsministerium des Innern ebenfalls 1851 den Kindergarten. Zum Verhängnis wurde ihm die Nähe zu den freien Gemeinden und deren sozialistischen Ideen. Das Ministerium stützte sich darauf, dass „das gemeinschädliche solcher Anstalten bekannt ist, und sorgfältige Wachsamkeit erforderlich erscheint“ (zit. nach Abdruck der bayerischen Verbotsentschließung in Lange 2013, S. 195). Von den Verboten in Preußen und Bayern unbehelligt blieben die Kleinkinderbewahranstalten. Sie wurden weiterhin staatlich gefördert. Die Regierungen störten sich nicht grundsätzlich an der Erziehung der Kinder in öffentlichen Einrichtungen. Sie sollte nur staatstreu erfolgen. So existierten in Bayern im Jahr 1852 91 Kleinkinderbewahranstalten, in denen 6.796 Kinder betreut wurden.
Auf Initiative der Fröbelepigonin Bertha von Marenholtz-Bülow und des Sozialpolitikers Adolf Lette konnte das Kindergartenverbot 1860 aufgehoben werden. Dadurch war der Weg frei für die Gründung neuer Kindergärten.

#### Neue Gründungen nach Ende des Kindergartenverbots
Insbesondere waren es Frauen, die in der Nachfolge Fröbels wirkten. Beispielsweise gründete Angelika Hartmann 1864 in Köthen (Anhalt) einen Kindergarten nach Fröbel und 1876 den „Leipziger Fröbelverein“. In St. Petersburg gründete Adelaida Simonowitsch 1866 einen Kindergarten nach Fröbels Muster.

#### August Köhler und der Deutsche Fröbelverband

August Köhler

Ein wichtiger Mann für die Entwicklung des Kindergartens war der Pädagoge August Köhler. Er war 1863 neben Eleonore Heerwart, Minna Schellhorn, Julie Traberth und Auguste Möder Initiator und Mitbegründer des „Deutschen Fröbelvereins“, zunächst für Thüringen, aus dem 1872 der „Allgemeine Fröbelverein“ und ein Jahr später, 1873, der „Deutsche Fröbelverband“ hervorging. Köhler entwickelte eine eigenständige „Köhler-Kindergartenpädagogik“. Ferner war er Mitbegründer sowie erster Redakteur der ersten Fachzeitschrift für den Kindergarten, die 1860 erstmals unter dem Titel Kinder-Garten und Elementar-Klasse erschien.

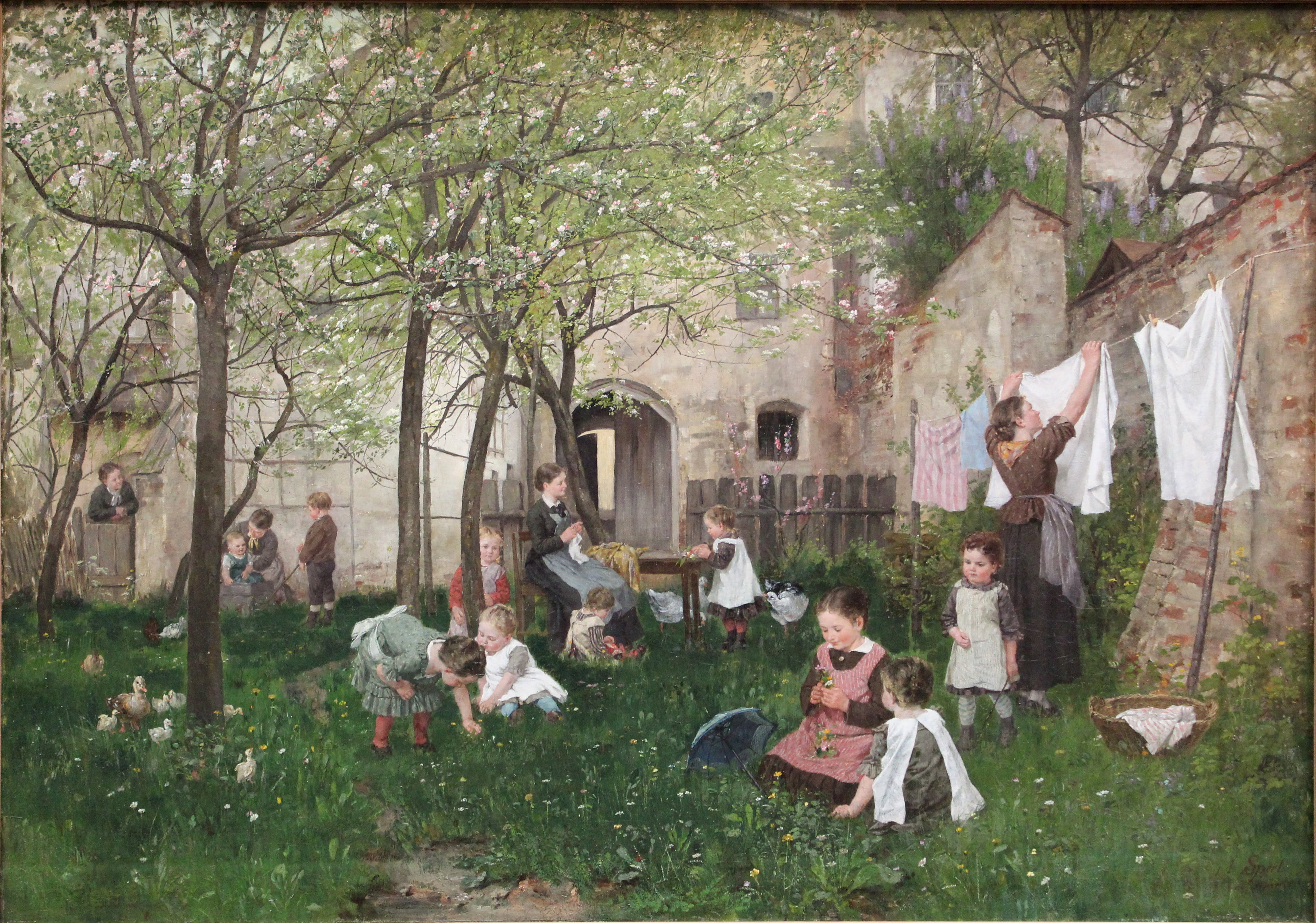
Johann Sperl: Kindergarten; um 1885
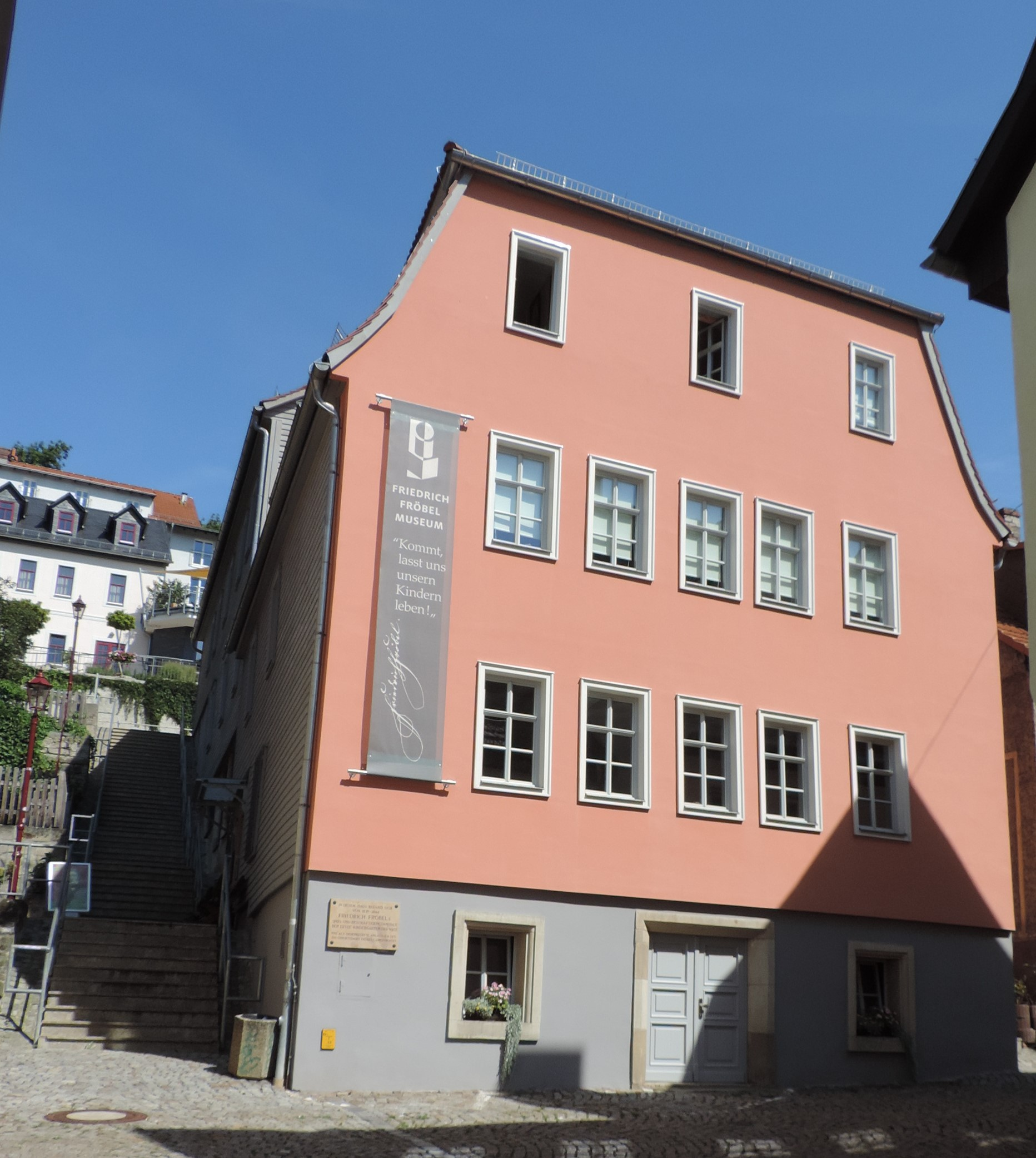
Friedrich-Fröbel-Museum in Bad Blankenburg, Thüringen, erster Kindergarten der Welt, 1840 eröffnet
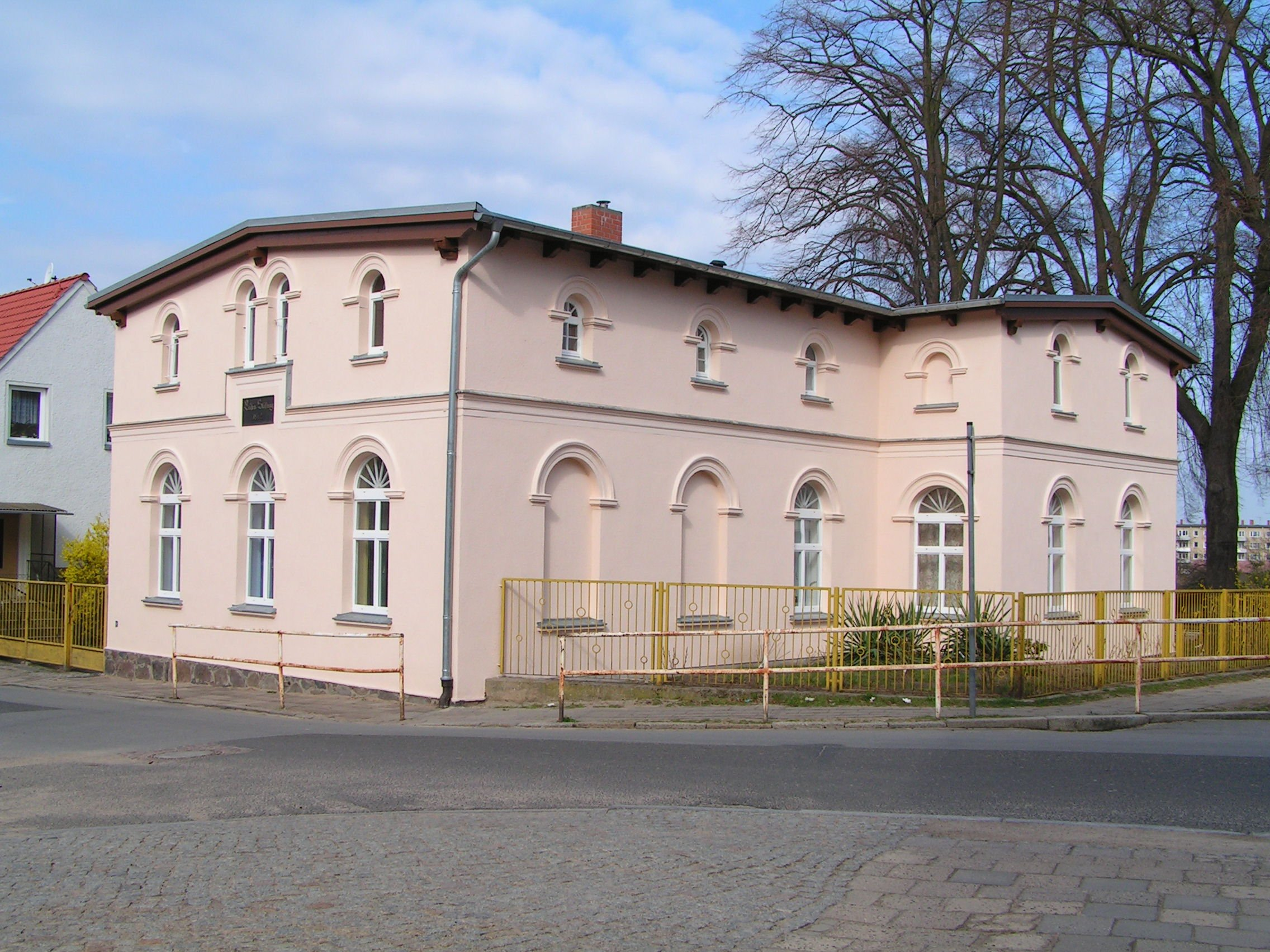
Luisenstift in Neustrelitz, Mecklenburg-Strelitz, einer der ersten Kindergärten, 1842 eröffnet

### Das 20. Jahrhundert

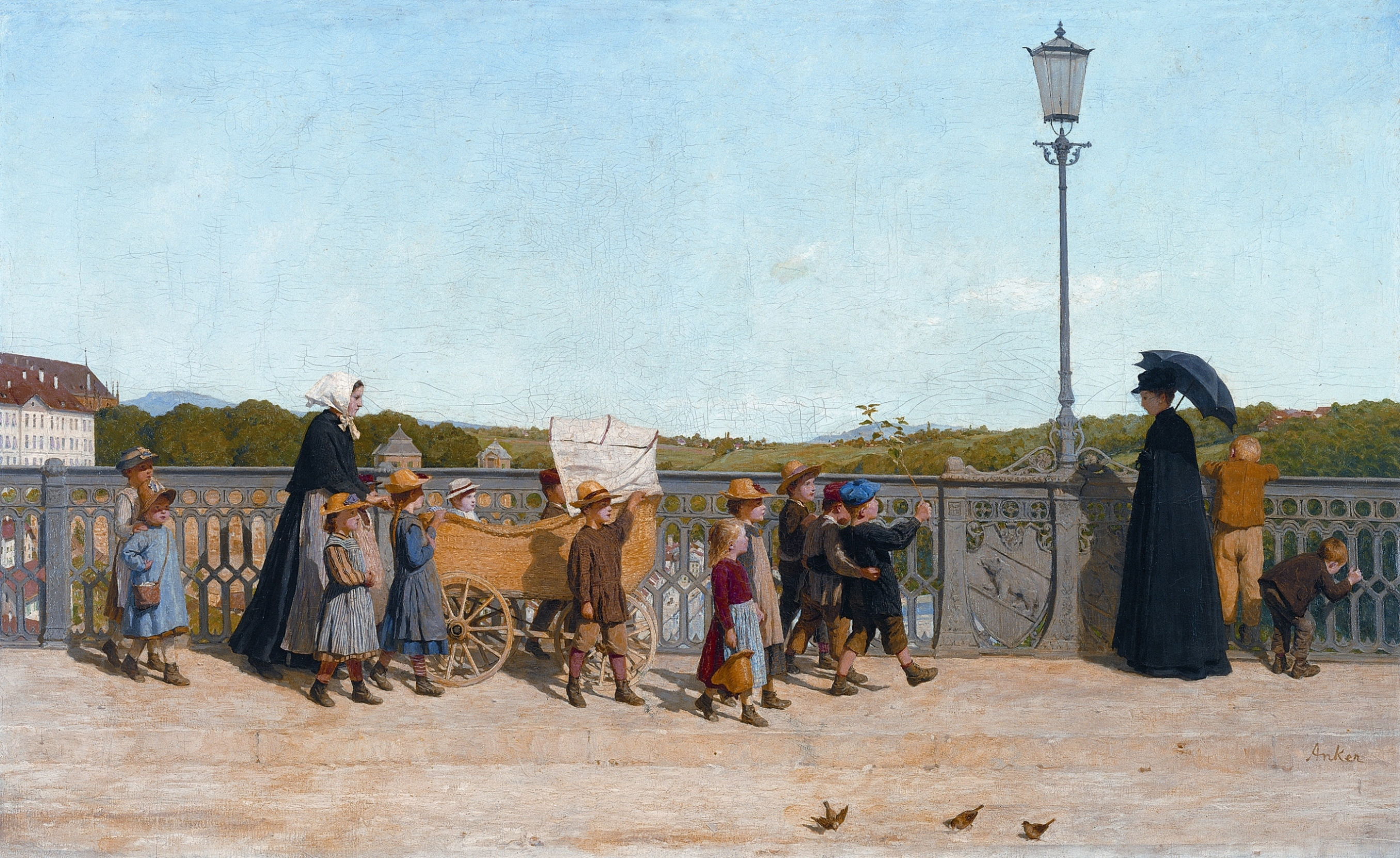
Albert Anker, Kleinkinderschule auf der Kirchenfeldbrücke in Bern, 1900

Der Anteil der Kinder, für die ein Platz in einer Einrichtung öffentlicher Kleinkindererziehung (Kleinkinderbewahranstalt, Kleinkinderschule oder Kindergarten) zur Verfügung stand, erreichte bereits 1910 etwa 13 %.
Dies blieb auch in der Weimarer Republik so. Im Ersten Weltkrieg wurden viele Kinder in Kriegskindergärten der Vaterländischen Frauenvereine betreut, da „die Väter an der Front, die Mütter in der Rüstungsindustrie“ waren.
1919 wurde der erste Kindergarten für gehörlose Kinder in Hamburg in Verbindung mit der dortigen „Taubstummenanstalt“ ins Leben gerufen. Weitere solcher Einrichtungen folgten u. a. an der Regens-Wagner-Stiftung sowie Paulinenpflege Winnenden.

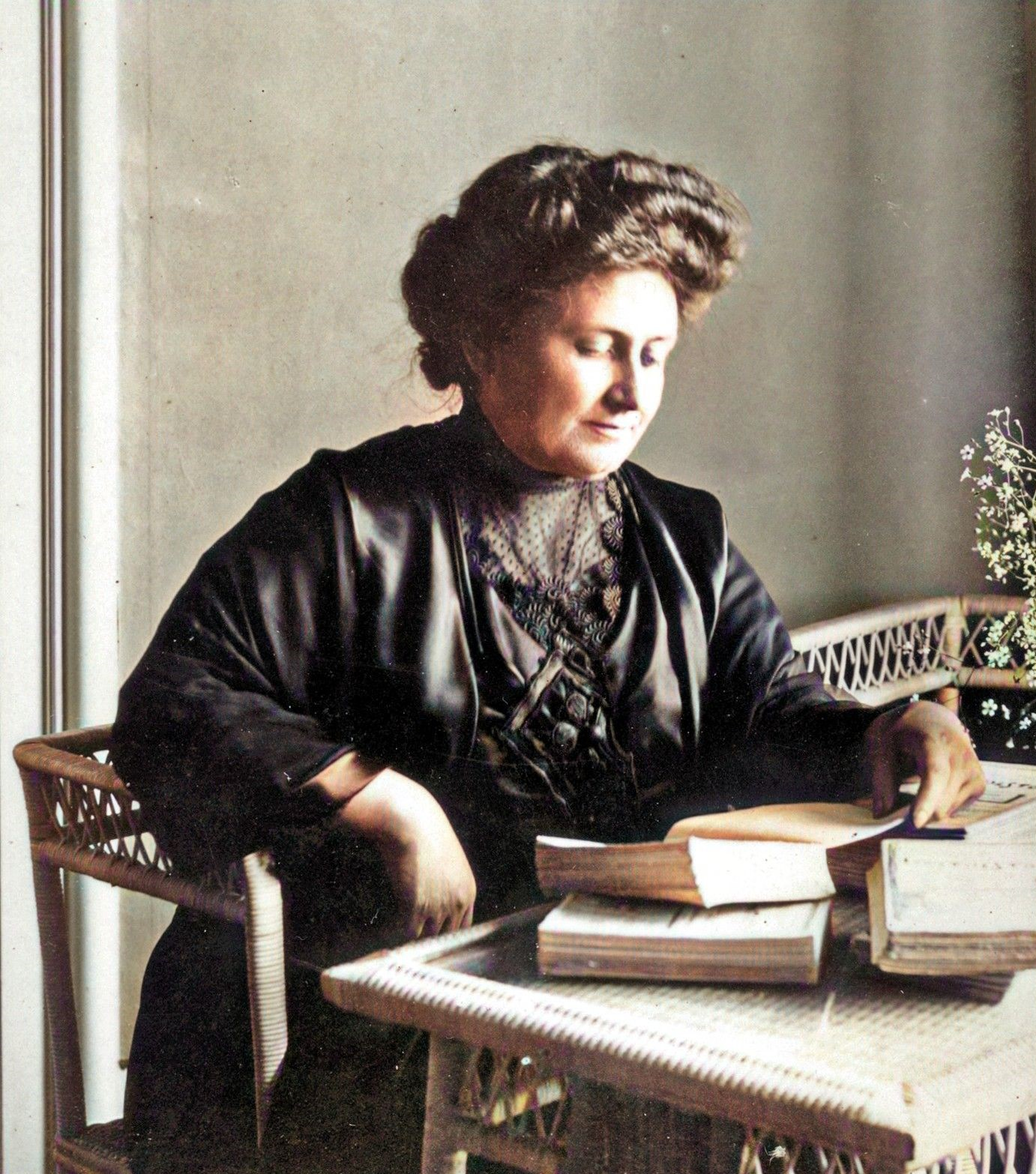
Maria Montessori, 1913

Ab ca. 1920 verbreitete sich verstärkt die Montessori-Pädagogik. Clara Grunwald gründete 1925 die Deutsche Montessori-Gesellschaft und Käthe Stern plädierte für das „Erweiterte Montessori-System“. Dieses versuchte eine Synthese mit der Fröbel-Pädagogik herzustellen, dabei auch die neuesten Erkenntnisse der Entwicklungspsychologie (unter anderem von Rosa Katz, Charlotte Bühler, Hildegard Hetzer sowie Martha Muchow) berücksichtigend.
In der Zeit von 1933 bis 1945 stand der Kindergarten im Fokus der nationalsozialistischen Ideologie.  Dabei war von besonderer Bedeutung die Erziehung zum typischen deutschen Jungen und Mädchen:
„Wir wollen ein hartes Geschlecht heranziehen, das stark ist, zuverlässig, treu, gehorsam und anständig... Der kleine Junge wird einmal ein deutscher Soldat werden, das kleine Mädchen eine deutsche Mutter“.
Während der nationalsozialistischen Diktatur wurde die Zahl der Kindergartenplätze in Deutschland mehr als verdoppelt (Versorgungsquote 1941: 31 %).

#### Nach dem Zweiten Weltkrieg
Nach dem Zusammenbruch der Nazi-Herrschaft haben sich die pädagogischen Leitgedanken für den Kindergarten in Ost und West unterschiedlich gewandelt. In beiden deutschen Staaten entwickelte sich die vorschulische Institution immer mehr von einer Aufbewahranstalt zu einer wichtigen Bildungseinrichtung, zu einer Stätte für Reifen und Lernen. Während in der Bundesrepublik Deutschland die Erziehung zu einer „freien Persönlichkeit“ wichtig war, stand für die Kindergärten in der DDR die „sozialistische Moral“ im Vordergrund:
„Das Leben in der Gruppe soll von kollektiven Beziehungen gekennzeichnet sein. Die Erzieherin sichert durch Gestaltung des Lebens, dass die Kinder mit größerer Verantwortung und Selbständigkeit für die Einhaltung der Lebensordnung einsetzen und ihre Beziehungen mehr und mehr nach Normen der sozialistischen Moral gestalten lernen“.
Der Kindergarten der DDR war Teil des allgemeinen Bildungswesens, der mit anderen gesellschaftlichen Einrichtungen, wie Familie, Schule, Junge Pioniere, Volkspolizei etc., in enger Verbindung stand. Seine Aufgabe bestand nach Netti Christensen, einer führenden DDR-Wissenschaftlerin der Kindergartenpädagogik, darin, „die sich aus dem Aufbau unserer antifaschistisch-demokratischen Ordnung ergibt: unsere Kinder zu fortschrittlichen Demokraten zu erziehen, zu bewussten und aktiven Erbauern einer helleren und glücklicheren Zukunft unseres Volkes“.

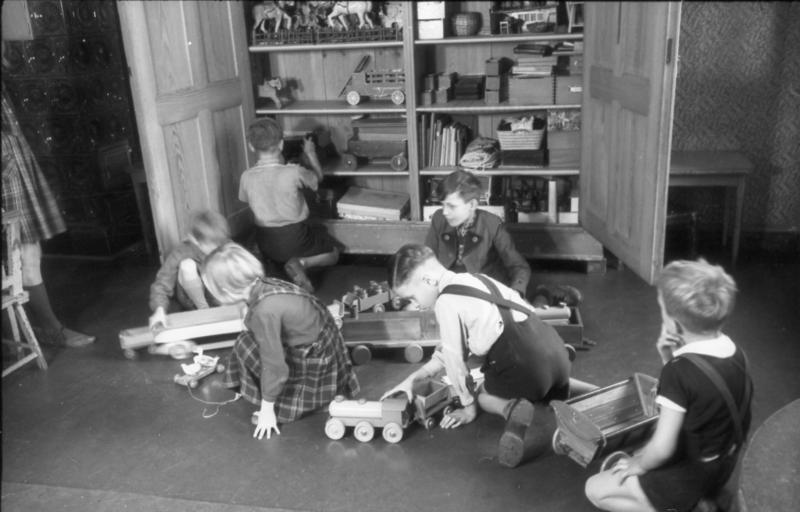
Betriebskindergarten der Schultheiss-Brauerei, Berlin 1949

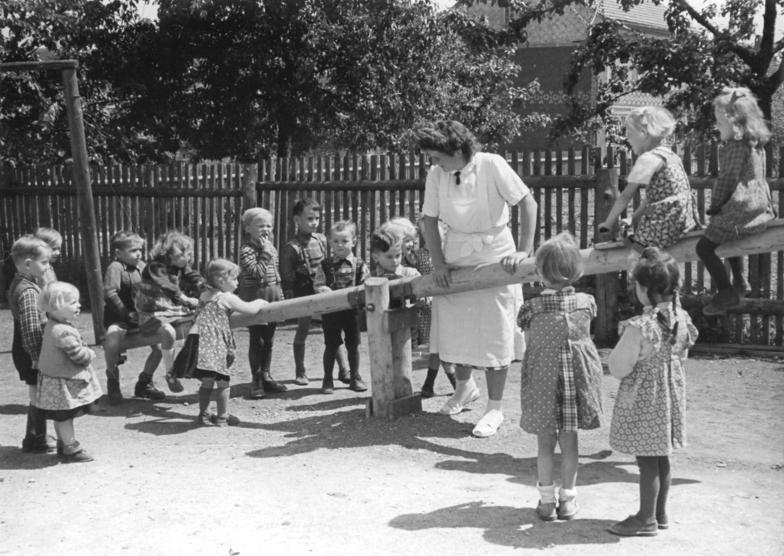
Erntekindergarten in Thörey, 1955

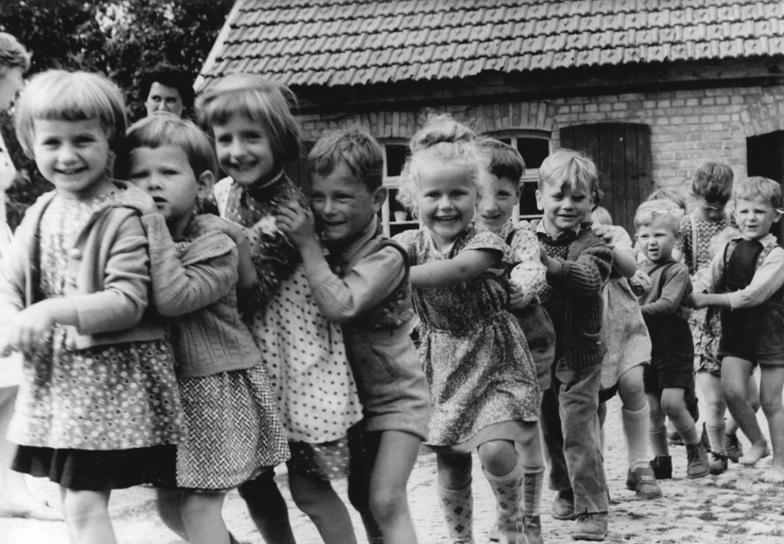
Spielende Kinder im Erntekindergarten in Henningsleben, 1961

Ende 1971 standen in der Bundesrepublik Deutschland für je 100 Kinder an Kindergartenplätzen zur Verfügung:
- 72,2 Plätze in Stuttgart
- 59,6 Plätze in Würzburg
- 59,3 Plätze in Saarbrücken
- 58,4 Plätze in Mainz
- 57,1 Plätze in Frankfurt am Main
- 48,0 Plätze in Augsburg
- 43,9 Plätze in Nürnberg
- 43,1 Plätze in München
- 40,4 Plätze in Regensburg
- 39,1 Plätze in Dortmund
- 33,9 Plätze in Köln
- 31,8 Plätze in Bremen
- 30,7 Plätze in Westberlin
- 23,4 Plätze in Hamburg
- 17,5 Plätze in Kiel

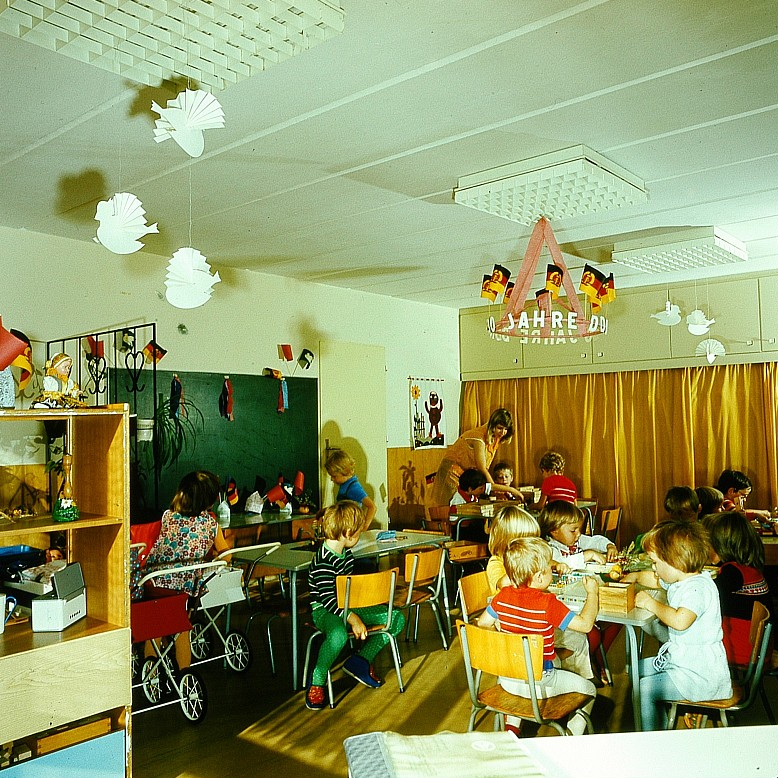
Kindergarten in der DDR (1979)

In der DDR gab es 1972 rund 11.359 Kindergärten, in denen 659.000 Kinder betreut wurden. In den Einrichtungen der Vorschulerziehung standen für je 100 Kinder im Vorschulalter 69,2 Plätze zur Verfügung. 1989 konnte jedem Kind bei Bedarf ein Kindergartenplatz zur Verfügung gestellt werden.

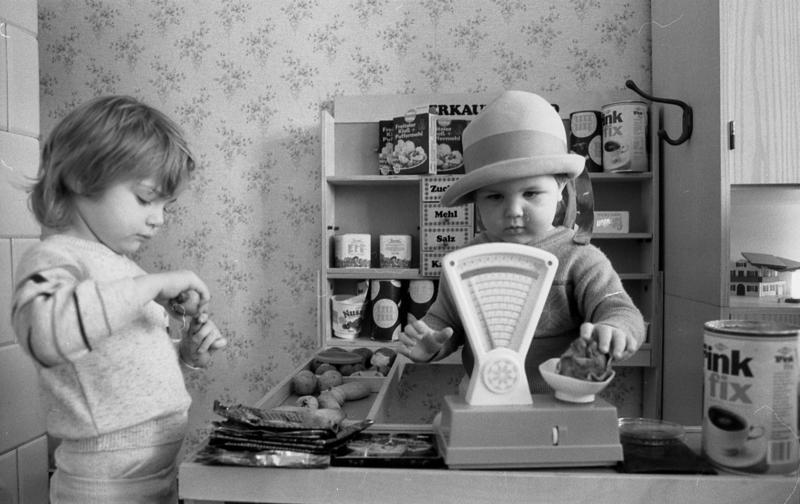
Kinder beim Spiel in einem Erfurter Kindergarten, 1988

Eine spezielle Form des Kindergartens ist der Schulkindergarten.

## Der Kindergarten in der Diskussion
Die Pädagogik der frühen Kindheit und der Kindergarten als klassischer Ort begleitender Erziehung stehen in der öffentlichen Diskussion. Der Kindergarten gilt als wichtige Institution der Bildung. In diesem Zusammenhang entstand der Begriff der „frühkindlichen Bildung“. Bei den pädagogischen Kindergartenkonzepten stehen staatliche Einrichtungen in Konkurrenz zu den privaten Angeboten.

### Situation in Deutschland
Das deutsche Bundesministerium für Familie, Senioren, Frauen und Jugend hat 1999 die weitreichende Nationale Qualitätsinitiative im System der Tageseinrichtungen für Kinder (oft mit NQI abgekürzt) ins Leben gerufen. Parallel dazu haben verschiedene deutsche Bundesländer Programme zur Verbesserung der Bildungsqualität entworfen. Initiativen wie beispielsweise PIK (Profis in Kindergärten) der Robert-Bosch-Stiftung streben eine „Professionalisierung“ der Arbeit an.
Im föderalen System Deutschlands können die Bundesländer jeweils eigene Bildungspläne entwickeln: Der Orientierungsplan in Baden-Württemberg beispielsweise betont, dass Bildung nicht als schulische Bildung zu verstehen ist. Ziel des Orientierungsplanes ist es, die Kindertageseinrichtungen auf der Grundlage der neuesten Erkenntnisse der Kognitionsforschung als primäre Bildungseinrichtungen im Sinne einer ganzheitlichen Förderung verstanden auszubauen. Die Kinder sollen ihren individuellen Begabungen entsprechend gefördert und Defizite rechtzeitig erkannt werden. Schwerpunkte liegen in den sogenannten Bildungs- und Entwicklungsfeldern. Hierzu gehören die Bereiche Körper, Sinne, Sprache, Denken, Gefühl und Mitgefühl, sowie Sinn, Werte und Religion.

### Pädagogische Kindergartenkonzepte

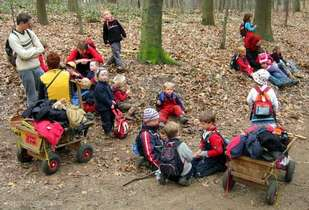
Alltag in einem Waldkindergarten

Viele Kindergärten folgen einem pädagogischen Ansatz, der die allgemeine Orientierung der Fachkräfte und das pädagogische Handeln prägt. Strittig ist dabei zum Beispiel, inwieweit und ab wann Bildungsinhalte der Grundschule angeboten werden sollen. Die in Deutschland am weitesten verbreiteten Ansätze sind:
- Bauernhofkindergarten,
- Bewegungskindergarten,
- Early-Excellence-Konzept,
- Emmi-Pikler,
- Freinet-Pädagogik,
- Fröbel-Pädagogik,
- Janusz Korczak,
- Montessoripädagogik,
- Natur- und Waldkindergarten,
- Kneipp-Kindergarten,
- Offener Kindergarten,
- Jean Piaget,
- Johann Heinrich Pestalozzi,
- Reggio Approach,
- Schörlpädagogik
- Spielzeugfreier Kindergarten,
- Situationsansatz,
- Waldorfpädagogik.

Es gibt auch Kindergärten, die in der Sprache und nach den pädagogischen Grundlagen anderer Länder geführt werden (zum Beispiel französische, italienische oder spanische Kindergärten). Im Folgenden werde einige ausgewählte Konzepte vorgestellt.

#### Situationsansatz

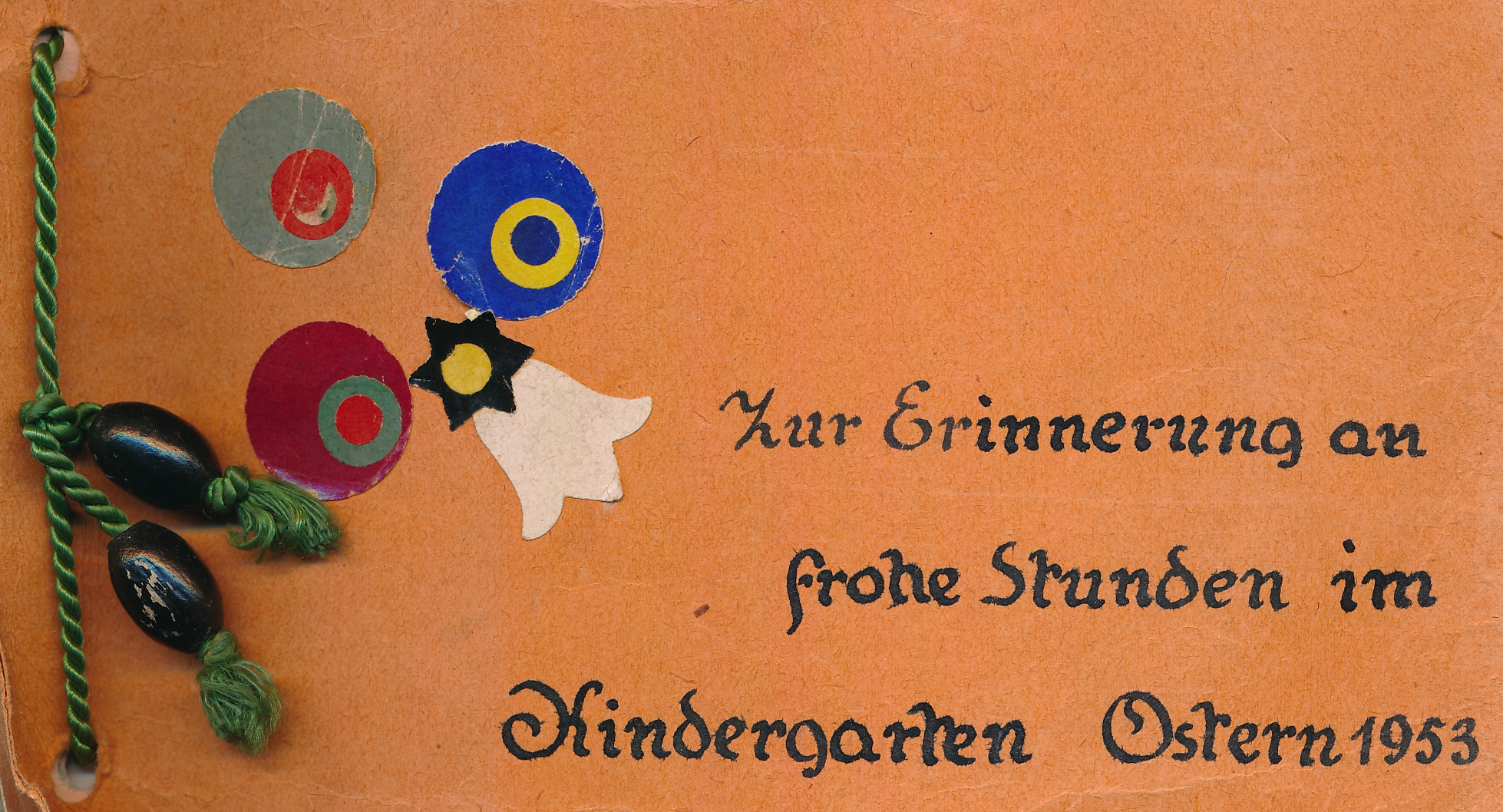
Kindergarten-Entlassungsbuch (1953) – als Abschlussprojekt von den Kindern mitgestaltet

Beim Situationsansatz stehen soziales Lernen und die alltägliche Lebenswelt der Kinder im Mittelpunkt des pädagogischen Handelns. Jedes Individuum wird dabei mit seinen eigenen Erfahrungen, kulturellem Hintergrund seiner Familie und dem Erfahrungswissen wahrgenommen – die Bedürfnisse und Wünsche der Kinder stehen im Vordergrund. Erzieher animieren die Kinder zu aktivem Handeln und beziehen sie in die Planung von Projekten ein; in Konfliktsituationen wird ein gemeinsamer Konsens zur Problemlösung angestrebt. Das Ziel des Situationsansatzes ist dabei, das Selbstbewusstsein und die Selbstständigkeit der Kinder zu steigern und ihnen nahezubringen, im Umgang mit den Mitmenschen sowohl ihre eigene Meinung zu vertreten als auch zuzuhören.
Der Situationsansatz ist inzwischen in zahlreichen Kindergärten etabliert. Es gibt hier keinen festen Wochenplan, der zu bestimmten Tageszeiten feste Aktivitäten anbietet, sondern Pädagogen entwickeln die Aktivitäten anhand der individuellen Interessen der Kinder für die nächste Zeit. Ebenfalls kennzeichnend für Kindergärten, die nach dem Situationsansatz arbeiten, sind gemischte Altersgruppen (meist 3–6 Jahre), der Wunsch nach der Mitarbeit der Eltern sowie eine flexible Einteilung des Tages der Kinder.

#### Freinet-Kindergarten
Wie auch der Montessori-Kindergarten geht das Konzept des Franzosen Célestin Freinet von einer aktiven Beteiligung der Kinder aus, die ihr Handeln eigenständig planen und sich in unfertigen, pädagogisch nicht aufbereiteten Situationen ihrer eigenen Stärken bewusst werden. Neben der freien Entfaltung der Persönlichkeit, der Selbstverantwortung des Kindes und der kritischen Auseinandersetzung mit der Umwelt spielt dabei die gegenseitige Verantwortlichkeit eine wichtige Rolle. Die Grundlage dieses Ansatzes ist ein großes Vertrauen, das die Erzieherinnen den Kindern entgegenbringen.
So beginnt der Tag beispielsweise damit, dass alle Beteiligten aufschreiben, worauf sie Lust haben. In einer gemeinsamen Morgenrunde erfolgt anschließend die Entscheidung über den Tagesablauf. Bei allen Tätigkeiten erleben sich die Kinder als kompetente Persönlichkeiten, wobei stets der Weg das Ziel ist.
Die Raumgestaltung ist auf die Erfordernisse des Ansatzes ausgelegt: Die Kinder haben die Möglichkeit, sich in zahlreichen unterschiedlichen Angeboten aufzuhalten und verschiedene Spielsituation zu nutzen. Und auch über den Kindergarten hinaus zeigen sich die Auswirkungen der selbständigen Gestaltung des Spiels: Kinder, die einen Freinet-Kindergarten besuchen, gestalten auch ihre Freizeit aktiv und übertragen die selbständige Lebensweise auch auf andere Bereiche des Alltags.

#### Offener Kindergarten
Die Art der Betreuung, Bildung und Erziehung eines offenen Kindergartens wurde u. a. durch das Denken und die Ideen der Pädagogen Rousseau, Montessori, Korczak, Piaget und Neill angeregt. Besonders aufmerksame, kritisch und gut beobachtende Erzieher haben diesen pädagogischen Ansatz in etlichen Kindertagesstätten der Bundesrepublik Deutschland entwickelt. Seit den 1970er Jahren gibt es in offen arbeitenden Einrichtungen keine geschlossenen Kindergartengruppen. Alle Kinder haben freien Zugang zu allen Räumen und können wählen, mit welchen Spielpartnern und zu welchen Spielaktivitäten sie sich zusammenfinden möchten. Innen- und Außenbereich sind dabei gleich gewichtet und viele Aktivitäten finden zudem außerhalb des Kindergartens statt. Entsprechend gibt es weniger Großgruppenaktivitäten, sondern interessenorientierte Gruppenformationen unterschiedlicher Größe. Zur Verfügung stehen anregende und immer wieder überdachte Funktions- und Themenräume, sowie ausreichend Spiel-, Verbrauchs- und Beschäftigungsmaterialien.
Die vor diesem Hintergrund arbeitenden Pädagogen gehen davon aus, dass die Kinder ein natürliches Gespür für ihre Lern- und Entwicklungsthemen haben (bzw. entwickeln) und das Erzieher dabei wichtige, vor allem resonanzgebende Begleiter sein können.
Dem zugrunde liegt ein Partizipationsverständnis, das alle Betroffene zu aktiven Gestaltern und Akteuren ihrer Umwelten macht. Die Entscheidungsfreiheit der Kinder wirkt sich positiv auf das Engagement und die Begeisterung aus, Aggression und Langeweile nehmen bei diesem Konzept nachweislich ab.
Eine Grundlage dieses Konzeptes stellt die Offenheit sowohl der Kinder als auch der Erzieher und Eltern dar. So können Eltern an der pädagogischen Arbeit partizipieren und diese mitgestalten. Auch den Kindern wird die Möglichkeit gegeben, in Vollversammlungen und anderen Beteiligungsgremien an demokratischen Beteiligungsformen zu partizipieren. Da die Erzieher keine starren Ablaufpläne zu befolgen haben, können sie sich in einem offenen Kindergarten gezielt um zuwendungsbedürftige Kinder kümmern.
Insbesondere die durch die Bundesregierung, das Deutsche Jugendinstitut (DJI) und das Staatsinstitut für Frühpädagogik (IFP) durchgeführte, wissenschaftliche „Nationale Untersuchung zur Bildung, Betreuung und Erziehung in der frühen Kindheit“ (NUBBEK-Studie) hat bereits 2012 zu den Erkenntnissen geführt:
„dass die pädagogische Qualität in den untersuchten deutschen Kindertageseinrichtungen signifikant höher liegt, wenn die Teams offen arbeiten“
und
„Die bessere Qualität zeigte sich in zahlreichen Merkmalen in allen Bereichen der pädagogischen Arbeit, das heißt bezüglich Platz und Ausstattung, dem Handling von Betreuungs- und Pflegesituationen, der sprachlichen und kognitiven Anregung, dem Spektrum an ermöglichten Aktivitäten, in der Interaktion zwischen Fachkraft und Kind, aber auch in der Strukturierung der pädagogischen Arbeit.“

#### Reggio-Kindergarten/Reggio Approach
Im Zentrum der Erziehungsphilosophie Reggio-Kindergarten steht ein Kind, das sich aktiv mit sich selbst und seiner Umgebung auseinandersetzt und durch seine Wissbegierde seinen Tagesablauf selbst bestimmt. Erziehung stellt dabei eine Gemeinschaftsaufgabe dar. Die Gestaltung des Kindergarten-Alltags setzt an alltäglichen Erlebnissen und Erfahrungen der Kinder an: Viele Aufgaben und Beschäftigungen finden gemeinsam in Projekten statt, in denen sich die Kinder die Welt durch Experimente erarbeiten; die Erzieher unterstützen sie dabei bei der Umsetzung ihrer Vorhaben.
Der „Raum“ bildet bei diesem Konzept den dritten Erzieher. Er ist wie eine italienische Stadt aufgebaut, sodass sich alle Bereiche – Werkstätten, Rückzugsecken, Ateliers und Bewegungsräume – an die zentrale „Piazza“ – im Sinne eines zentralen Ortes, an dem alle Kinder zusammenkommen – anschließen. Spiegel, Fenster und Mauerdurchbrüche bieten den Kindern die Gelegenheit, sich selbst im Raum zu verorten und kreativ tätig zu werden. Dabei kann das Kind seinen Aufenthaltsort selbst wählen. Die Wände der Kindergärten sind in der Regel voll von Projektergebnissen und Plakaten, auf denen die praktischen Tätigkeiten dokumentiert sind.

#### Spielzeugfreier Kindergarten
Ursprünglich initiiert wurde der spielzeugfreie Kindergarten, um die Lebenskompetenz von Kindern zu fördern. Da das Leben der Kinder zunehmend durch eine rationalisierte Gestaltung der Freizeit und verstärkten Konsum strukturiert sei, was zulasten der eigenen Problemlösungskompetenz ginge, wurde diese Spielart thematisiert. Freiräume und Möglichkeiten zum eigenständigen Spielen sollen zudem suchtpräventiv wirken und den Kindern Scheitern und Versagen als selbstverständliche Teile eines Lernprozesses näherbringen. Ferner ermöglichte das Konzept, dass Kinder ihre Bedürfnisse entdecken, ihr handwerkliches Geschick steigern und ihren Entscheidungsspielraum vergrößerten.
Der spielzeugfreie Kindergarten ist nicht gänzlich spielzeugfrei. Vielmehr bedarf die spielzeugfreie Phase einer mehrwöchigen Vorbereitung, in der sukzessive immer mehr des vorhandenen Spielzeugs entfernt wird. Das dient auch dazu, Kinder an den Umgang mit Langeweile heranzuführen. Entsprechend stehen in spielzeugfreien Kindergärten Freiräume für Frustrationserfahrungen zur Verfügung, die sich gegen einen durchgeplanten Alltag richten. Gefördert wird dies durch Pädagogen, die sich gezielt auf die Lebensweise der Kinder einlassen und einen Raum bieten, in dem die Kinder ihr eigenes Leben reflektieren und diskutieren können. Durch wenige vorgefertigte Angebote lernen die Kinder, sich aktiv zu beteiligen und eigene Ideen zu entwickeln.
In einem anschließenden begrenzten Zeitraum, in dem im Kindergarten komplett auf Spielzeug und vorgefertigte Strukturen verzichtet wird, soll die Fantasie und Kreativität der Kinder gefördert werden. Um die Ideen zu realisieren, sind die Kinder aufgefordert, eigene Werkzeuge und Materialien zur Umsetzung mitzubringen.
Schließlich sind auch die Eltern ein fester Bestandteil des Konzeptes. Diese beobachten die Kinder in der spielzeugfreien Zeit und notieren ihre Beobachtungen in Auswertungsbögen. Darüber hinaus gibt es gemeinsame Elternabende und Einzelgespräche.

#### Kneipp-Kindergarten
Der bayerische Priester Sebastian Kneipp ist aufgrund seines medizinisch-therapeutischen Wirkens bekannt. So spielen im nach ihm benannten Kindergarten-Konzept die Gesundheit, gesundheitsbewusstes Verhalten sowie das Vorbeugen und Verhindern von Krankheiten eine elementare Rolle, die in fünf Säulen festgelegt ist:
- 1. Säule: Gesunde und ausgewogene Ernährung: Einige Kneipp-Kindergärten stellen das Essen zur Verfügung, um eine ausgewogene Ernährung der Kinder sicherzustellen. Andere Einrichtungen geben den Eltern Tipps zu einer gesunden Ernährung der Kinder.
- 2. Säule: Heilsame Kräuter: In einem Kräutergarten soll das Bewusstsein der Kinder für Kräuter gestärkt werden. Sie lernen den Anbau und die Nutzung, Geschmack und Geruch sowie den Einsatz von Kräutern als heilsame Hausmittel.
- 3. Säule: Das zentrale Element Wasser: Die Kinder lernen das Element Wasser mit seiner heilsamen Wirkung bei Wassertreten und Waschungen kennen. Auch Ausflüge in die Natur, bei denen Wasser eine bedeutende Rolle spielt, sind Gegenstand des Ansatzes.
- 4. Säule: Aktivität und Bewegung: Bewegung trägt zur physischen und psychischen Gesundheit der Kinder bei.
- 5. Säule: Ordnung als Grundlage eines bewussten Lebensrhythmus. Vermittelt wird die Ordnung beispielsweise durch das Aufräumen zum Kindergartenschluss.

Die fünf Säulen bedingen einander und sollen zu einer Einheit von Körper, Geist und Seele bei der Entwicklung des Kindes beitragen. Neben dem Fokus auf die Gesundheit und die Berücksichtigung der Wechselwirkungen der Natur bieten Kneipp-Kindergärten alles, was andere Kindergärten auch zu bieten haben.

## Rechtliche Lage

### Deutschland
In Deutschland ist im SGB 8 (8. Sozialgesetzbuch „Kinder- und Jugendhilfe“) als Aufgabe des Kindergartens „Betreuung, Bildung und Erziehung“ für Kinder verankert. Der Kindergarten gilt als Elementarstufe des Bildungssystems. In Deutschland obliegt die Verantwortung für Kindergärten den Bundesländern.

#### Rechtsanspruch
Seit 1. August 2013 gibt es in Deutschland gemäß § 24 SGB VIII einen Rechtsanspruch auf einen Kindergarten-/Krippenplatz für Kinder vom vollendeten ersten Lebensjahr bis zur Einschulung. Ob ein Anspruch auf einen halbtägigen oder ganztägigen Kindergartenplatz besteht, richtet sich unter anderem nach der Berufstätigkeit der Eltern oder dem Förderbedarf des betreffenden Kindes.
Aufgrund einer Neuregelung im KJHG liegen seit dem Jahr 2006 Daten über die belegten Plätze in den Kindertageseinrichtungen und in Kindertagespflege, die Besuchsquoten, Anzahl und Ausbildung der Fachkräfte und Tagespflegepersonen etc. vor. Diese Daten werden jährlich mit Stichtag 15. März erhoben und erlauben nun differenzierte Aussagen über das Nutzungsverhalten und über die Angebotsstruktur für Deutschland insgesamt, die einzelnen Bundesländer bis zur Landkreisebene. Insbesondere die Betreuungsquoten/Besuchsquoten (Anteil der betreuten Kinder an der Gesamtbevölkerung der entsprechenden Altersgruppe) finden ein reges und öffentliches Interesse, für die Jahre 2006 und 2012 sind sie der Tabelle zu entnehmen.
| Land                   | 2006: 0–3 Jahre | 2012: 0–3 Jahre | 2006: 3–6 Jahre | 2012: 3–6 Jahre |
| ---------------------- | --------------- | --------------- | --------------- | --------------- |
| Schleswig-Holstein     | 07,5 %          | 24,2 %          | 81,0 %          | 90,7 %          |
| Hamburg                | 21,0 %          | 35,8 %          | 78,7 %          | 87,4 %          |
| Niedersachsen          | 05,1 %          | 22,1 %          | 79,3 %          | 92,6 %          |
| Bremen                 | 09,2 %          | 21,2 %          | 84,4 %          | 89,1 %          |
| Nordrhein-Westfalen    | 06,5 %          | 18,1 %          | 83,7 %          | 92,9 %          |
| Hessen                 | 09,0 %          | 23,7 %          | 88,8 %          | 93,4 %          |
| Rheinland-Pfalz        | 09,4 %          | 27,0 %          | 93,6 %          | 97,4 %          |
| Baden-Württemberg      | 08,7 %          | 23,1 %          | 93,2 %          | 95,2 %          |
| Bayern                 | 08,2 %          | 23,0 %          | 84,9 %          | 91,0 %          |
| Saarland               | 10,2 %          | 22,1 %          | 93,8 %          | 94,6 %          |
| Berlin                 | 37,8 %          | 42,6 %          | 88,3 %          | 93,9 %          |
| Mecklenburg-Vorpommern | 43,1 %          | 53,6 %          | 91,7 %          | 95,9 %          |
| Brandenburg            | 40,4 %          | 53,4 %          | 91,5 %          | 96,3 %          |
| Sachsen                | 33,5 %          | 46,4 %          | 92,7 %          | 96,0 %          |
| Sachsen-Anhalt         | 50,2 %          | 57,5 %          | 91,3 %          | 95,6 %          |
| Thüringen              | 37,9 %          | 49,8 %          | 94,9 %          | 96,9 %          |
| Deutschland gesamt     | 13,6 %          | 27,6 %          | 86,9 %          | 93,4 %          |

#### Gebühren für Eltern
Die Höhe der Kindergartengebühr wird von den einzelnen Kommunen in Deutschland festgelegt und variiert in Deutschland erheblich.
In einigen Kommunen sowie in einigen Bundesländern herrscht für gewisse Altersgruppen Steuerfinanzierung. Üblicherweise wird bei den Kosten nach Anzahl und Alter der Kinder, Haushaltsgröße, Dauer der Betreuungszeit und Einkommen der Eltern differenziert.
Laut einer Studie betrugen im Kindergartenjahr 2009/2010 in 100 untersuchten Kommunen die Kosten für die Betreuung eines vierjährigen Kindes im zweiten Kindergartenjahr für die tägliche Mindestbesuchszeit (mindestens 4 Stunden) für ein Jahr zwischen 0 € und 1.752 € (für eine Modellfamilie mit 45.000 € Bruttojahreseinkommen) bzw. 2.520 € (für eine Modellfamilie mit 80.000 € Bruttojahreseinkommen). Die Kosten für die gleichzeitige Betreuung eines dreieinhalbjährigen Kindes im ersten Kindergartenjahr und eines fünfeinhalbjährigen Kindes betrugen zusammen bis zu 2.672 € (bei 45.000 € Einkommen) bzw. 3.696 € (bei 80.000 € Einkommen). 85 % der Familien mit Kindern haben ein oder zwei Kinder. Deutsche Kindergärten im Ausland werden hingegen als private Einrichtungen betrieben und somit tragen die Eltern die Betreuungskosten per Gebühr. Eine Umfrage unter deutschen Kindergärten im europäischen Ausland ergab, dass dort ein Kindergartenplatz jährlich im Schnitt rund 5.290 Euro kostet.

#### Kosten
Die Gesamtkosten eines Kindergarten/Krippen/Hort-Platzes setzen sich zusammen aus den erforderlichen Personalkosten, Sachkosten und Betriebskosten. Eine Gemeinde in Sachsen bezifferte diese Kosten für 2009 für eine 6-Stunden-Betreuung auf monatlich 1020 € für einen Krippenplatz, 471 € für einen Kindergartenplatz, 413 € für einen Hort-Platz.
Laut Statistischem Bundesamt beliefen sich die Pro-Kopf-Ausgaben für ein Kind in der Altersklasse ab drei Jahren bis zum Schuleintritt in einer Einrichtung in öffentlicher Trägerschaft auf 6100 Euro (2009) und 5900 Euro in einer Kindertageseinrichtung in freier Trägerschaft.
Eine Studie zum Kosten-Nutzen-Verhältnis des Instituts der deutschen Wirtschaft in Köln von 2006, erstellt im Auftrag der Initiative Neue Soziale Marktwirtschaft, kam zum Schluss, dass eine flächendeckende Bereitstellung steuerfinanzierter Halbtagsplätze in ganz Deutschland zwar anfänglich rund 3,6 Milliarden Euro zusätzlich kosten würde, diese Ausgabe jedoch bald durch eine bessere frühkindliche Bildung, besonders für Kinder aus sogenannten bildungsfernen Schichten, mehr als kompensiert würde. Kindergartenplätze sind in Deutschland oft kostenlos. Eltern, die Kinderzuschlag, Leistungen nach dem SGB II oder  Wohngeld beziehen, müssen generell keine Kita-Gebühren  mehr zahlen. Es besteht keine Pflicht für Eltern, Kindern den Besuch eines Kindergartens oder einer vergleichbaren Einrichtung zu ermöglichen.

#### Anmeldung
Fragen nach der Durchführung der letzten fälligen, altersentsprechenden Kindervorsorgeuntersuchung sind aufgrund der Länderbestimmungen zulässig, doch muss das Untersuchungsheft selbst nicht vorgelegt werden.
Ebenso werden die Erziehungsberechtigten aufgrund des Infektionsschutzgesetzes (IfSG) und der Ländergesetze nach den empfohlenen Schutzimpfungen gefragt.

### Österreich
Ab dem Herbst des Jahres 2010 wurde der Kindergarten für fünf- bis sechsjährige Kinder verpflichtend. Alle fünfjährigen Kinder müssen demnach im Ausmaß von 16 bis 20 Stunden an mindestens vier Tagen in der Woche in den Kindergarten gehen. Damit haben solche Kinder einen Rechtsanspruch auf einen Platz und Vorrang gegenüber jüngeren Kindern. Die Kosten für die Vormittagsbetreuung dieser Kinder werden von den Steuerzahlern der jeweiligen Ländern übernommen, bereits seit 2009. Da das Gesetz genau auf diese Altersgruppe formuliert ist, gilt die Kostenfreiheit des Vormittags-Kindergartens allerdings nicht für Kinder, die z. B. aus gesundheitlichen Gründen oder Zuzug später eingeschult werden und bei ihrem letzten Kindergartenjahr schon sechs Jahre alt sind.
Für unter-fünfjährige Kinder besteht kein Rechtsanspruch auf einen Kindergartenplatz. In der Praxis kann es in einigen Gegenden Wartezeiten ab dem Zeitpunkt der Anmeldung bis zur Aufnahme von bis zu einem Jahr geben. Da aber die Geburtenrate rückläufig ist, sind zumindest in den Ballungsräumen eher Plätze frei. Die Kindergärten sind Angelegenheit der Bundesländer. Dementsprechend sind auch Kostenbeiträge durch die Eltern unterschiedlich. In einigen Bundesländern ist nur für das Essen zu bezahlen, in anderen sind die Kosten sozial gestaffelt.
Oft decken private Kindergärten, die jedoch teurer sind, Randzeiten ab, die von öffentlichen Einrichtungen mangels größeren Bedarfs nicht abgedeckt werden.
Ein Übungskindergarten ist an eine Ausbildungsanstalt für Kindergartenpädagogen angegliedert und dient für diese als Ausbildungsstätte.

### Schweiz
In der Schweiz besteht in den meisten Kantonen ein Rechtsanspruch auf einen Kindergartenbesuch von einem oder zwei Jahren. Ein Gesetzesentwurf der Konferenz der kantonalen Erziehungsdirektoren (EDK) vom 16. Februar 2006 sieht außerdem vor, dass Kinder ab dem vollendeten vierten Lebensjahr obligatorisch in einen Kindergarten oder eine sogenannte Eingangsstufe eintreten. In bestimmten Kantonen wie zum Beispiel Basel-Stadt besteht die Kindergartenpflicht bereits. Gegenwärtig gehen in den meisten Kantonen der Schweiz die Kinder im fünften und sechsten Lebensjahr in den Kindergarten, also vor der Einschulung. Typisch ist ein Pensum von ca. 60 % oder sechs Halbtagen. Verwaltungstechnisch sind die Kindergärten in den meisten Kantonen schulnah positioniert. Allerdings sind zurzeit erhebliche Veränderungen im Gange. Im Zusammenhang mit den sich verändernden Gesellschafts- und Familienstrukturen werden in vielen Gemeinden Blockzeiten eingeführt, und die Zahl der sogenannten Tageskindergärten, in denen die Kinder über Mittag zum Essen bleiben können, nimmt zu. Wo aufgrund einer Arbeitstätigkeit der Eltern dennoch Betreuungslücken entstehen, werden diese oft durch Mittagstische, Kindertagesstätten, Tageseltern oder die Großeltern abgedeckt. Diese Entwicklung bei den Kindergärten verläuft parallel zu jener bei den Schulen (Blockzeiten, Tagesschulen) und hat eine ähnliche politische Dynamik.

## Internationaler Vergleich

### China
Bereits 1943 wurde in Hechuan der erste Kindergarten nach deutschem Vorbild von der Missionarin Barbara Janke eröffnet. Inzwischen wird in China der Kindergarten gleichzeitig als Vorschule gesehen. Die Übersetzung für Kindergarten lautet dort „you er yuan“ (幼儿园). Mehr und mehr wird dort eine auf hohe Konzentration ausgerichtete Leistungsschulung betrieben.

### Dänemark
In Dänemark besuchten 2004 98 Prozent der drei- bis fünfjährigen Kinder einen Kindergarten.

### Finnland
Das finnische Bildungswesen gilt entsprechend der PISA-Studie als eines der besten weltweit. Für Kindergärten in Finnland gilt beispielsweise Folgendes: Die leitenden Erzieherinnen haben Abitur und ein Hochschulstudium. Der Kindergartenbesuch ist für Kinder ab dem ersten Lebensjahr möglich. Die Gruppengröße liegt bei etwa 14 Kindern. Fremdsprachenlernen oder naturwissenschaftliche Experimente im Kindergarten werden gefördert. 85 Prozent der drei- bis fünfjährigen Kinder besuchen einen Kindergarten (Stand: März 2021).

### Island
2021 besuchten 58 Prozent der Kinder unter zwei Jahren einen Kindergarten, 97 Prozent der Drei- bis Fünfjährigen.

### Japan
In Japan wird unterschieden zwischen Kindergarten (幼稚園, yōchien) und Kinderkrippe (保育所, hoikusho (rechtlicher Name) oder 保育園, hoikuen (üblicher Name)). Hoikuen nehmen Kinder ab 0 Jahren auf, wobei die meisten Einrichtungen ein Mindestalter von zwei Monaten vorsehen. Die Betreuung wird meist von Montag bis Samstag angeboten und richtet sich nach dem Schulkalender. Der Kindergarten nimmt Kinder im Alter von zwei bis fünf Jahren auf. Die Kinder werden nach Alter (zwei bis drei Jahre und vier bis fünf Jahre) in Gruppen eingeteilt. Es gibt einen festen Tagesablauf, um den Kindern die Eingewöhnung zu erleichtern. Die Gruppen werden von zwei Lehrern (先生, sensei) und eventuell einem Assistenten betreut. Die Lehrer sind durch einen Hochschulabschluss qualifiziert. Der Grad der Professionalität ist mit der Ausbildung deutscher Erzieher kaum vergleichbar. Beispielsweise gehört das Erlernen des Klavierspielens zur Ausbildung. Musik und Kunst spielen im japanischen Kindergarten eine große Rolle. Meist gibt es neben dem normalen Personal einen zusätzlichen Kunstlehrer (und Sportlehrer).
2010 gab es 13.392 Kindergärten, davon 8.236 private, mit etwa 110.000 Vollzeitlehrkräften und 1,6 Millionen Kindern.

### Norwegen
2021 besuchten 92 Prozent der ein- bis fünfjährigen Kinder einen Kindergarten.

### Palästina
Die Vorschulerziehung in den palästinensischen Autonomiegebieten steht im Schatten des Nahostkonfliktes. Im von der islamistischen Terrororganisation Hamas kontrollierten Gazastreifen wurden Kinder im Kindergarten wiederholt in Spielsituationen gebracht, in denen sie Israelis „töteten“.

### Schweden
In Schweden beispielsweise sehen sich Erzieher als Lehrer. Das Personal hat Abitur, die meisten auch ein Lehramtsstudium mit dem Schwerpunkt Kindergarten/Vorschule. Der Kindergarten setzt bereits in einem früheren Alter der Kinder ein, ab ca. einem Jahr. Anspruch auf einen kostenpflichtigen Vollzeit-Kindergartenplatz haben bis zum letzten Jahr vor Schulbeginn aber nur Kinder, deren Eltern berufstätig sind, bei zwei Eltern müssen beide berufstätig sein. Ist dies nicht der Fall, besteht nur der Anspruch auf 15 Stunden in der Woche. Die Kosten sind abhängig vom Gesamteinkommen, haben aber einen Höchstsatz von 1260 SEK  pro Monat (2006). Das zweite Kind zahlt die Hälfte, das dritte ist kostenfrei. Für das Jahr vor Schulbeginn steht jedem Kind ein kostenloser Platz in der Vorschule zu. Die pro Tag vierstündige Teilnahme ist für die Kinder freiwillig. Im Kindergarten lernen sie den Umgang mit komplexen Situationen sowie das Alphabet. Es wird gebastelt, gesungen und vorgelesen und bereits früh werden sprachliche Fähigkeiten geschult. Bewusst werden komplexe Fotos mit Menschen und kulturellen Errungenschaften statt Häschen und Strichmännchen aufgehängt.
Wegen des hohen Anteils an Migrantenkindern nimmt die Sprachförderung in den Kindertageseinrichtungen mittlerweile einen breiten Raum ein.
2021 besuchte die Hälfte der Kinder unter einem Jahr einen Kindergarten, 90 Prozent der Kinder unter zwei Jahre und 94 Prozent der Drei- bis Fünfjährigen.

### Ungarn
Ungarn spielte eine wichtige Rolle bei der Entstehung der Kindergärten, siehe Abschnitt „Geschichte“. Kindergartenpädagogik in Ungarn ist seit Jahrzehnten ein Hochschulstudium. In Ungarn hat jedes Kind ab dem dritten Lebensjahr Rechtsanspruch auf einen Kiga-Platz in seinem Sprengel. Individuelle Abweichungen sind möglich. Die Aufrechterhaltung der Kindergärten ist – neben privaten Trägern – Aufgabe der Gemeindeselbstverwaltungen. Der Kindergartenbesuch ab dem dritten Lebensjahr ist Pflicht. Die Kinder werden auf die Teilnahme in der Gruppe und auf das schulische Leben vorbereitet. Die pädagogische Arbeit der Kindergärten ist kostenlos. Nur das Essen und ein Teil der eventuell anfallenden Lernmittel muss bezahlt werden. Beim Ausrechnen der Gebühren wird die aktuelle soziale Situation der Familie akribisch beachtet. Viele sind befreit von der Zahlung. Der ungarische Kindergarten ist pädagogisch auf Ganztagsbetreuung eingerichtet. Die Besuchszeiten eines Kindes können dennoch völlig individuell auf die Bedürfnisse der Familie angepasst stattfinden.

### Vereinigte Staaten

#### Kindergarten

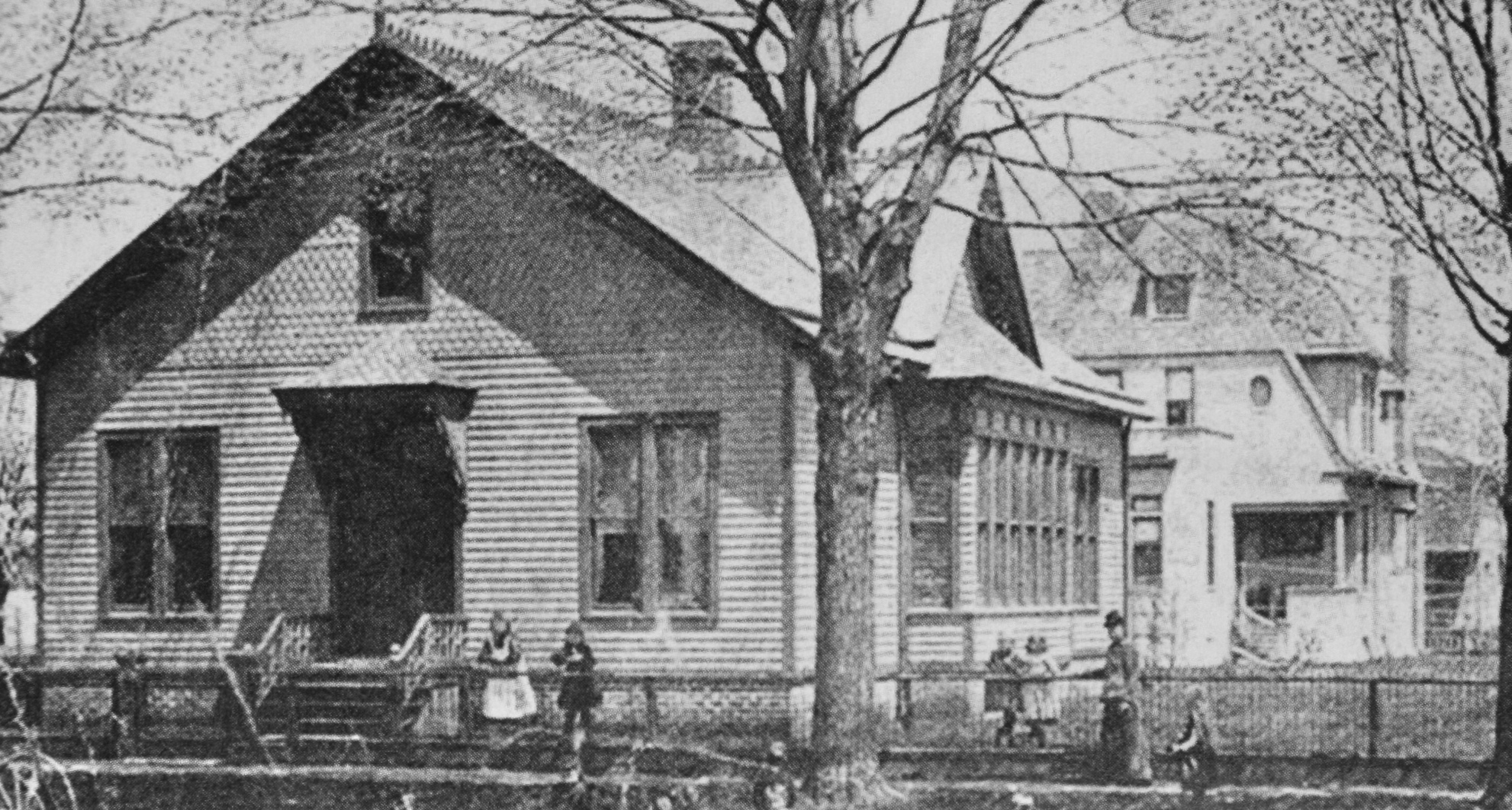
Einer der ersten Kindergärten der USA in La Porte, Indiana. Um 1855.

Der erste private Kindergarten in den Vereinigten Staaten war deutschsprachig und wurde 1856 von der Fröbel-Schülerin Margarethe Schurz in Watertown (Wisconsin) gegründet. Ein Denkmal erinnert noch heute daran. Sie war die Gattin von Carl Schurz, dem aus Deutschland geflohenen revolutionären Freiheitskämpfer von 1848. Elizabeth Peabody ließ sich von Margarethe Schurz inspirieren und in die fröbelschen Ideen einweisen und gründete 1860 in Boston (Massachusetts) den ersten englischsprachigen Kindergarten. Der deutsche Auswanderer, Journalist und Pädagoge Adolph Douai (1819–1888) hatte ebenfalls in Boston – allerdings schon 1859 – den ersten öffentlichen (deutschen) Kindergarten nach den Vorstellungen des deutschen Pädagogen Friedrich Wilhelm August Fröbel (1782–1852) gegründet; weitere Kindergärten gründete Douai dann ab 1866 in New York City. Das Konzept der Kindergärten als Teil des Schulsystems setzte William Nicholas Hailmann durch.

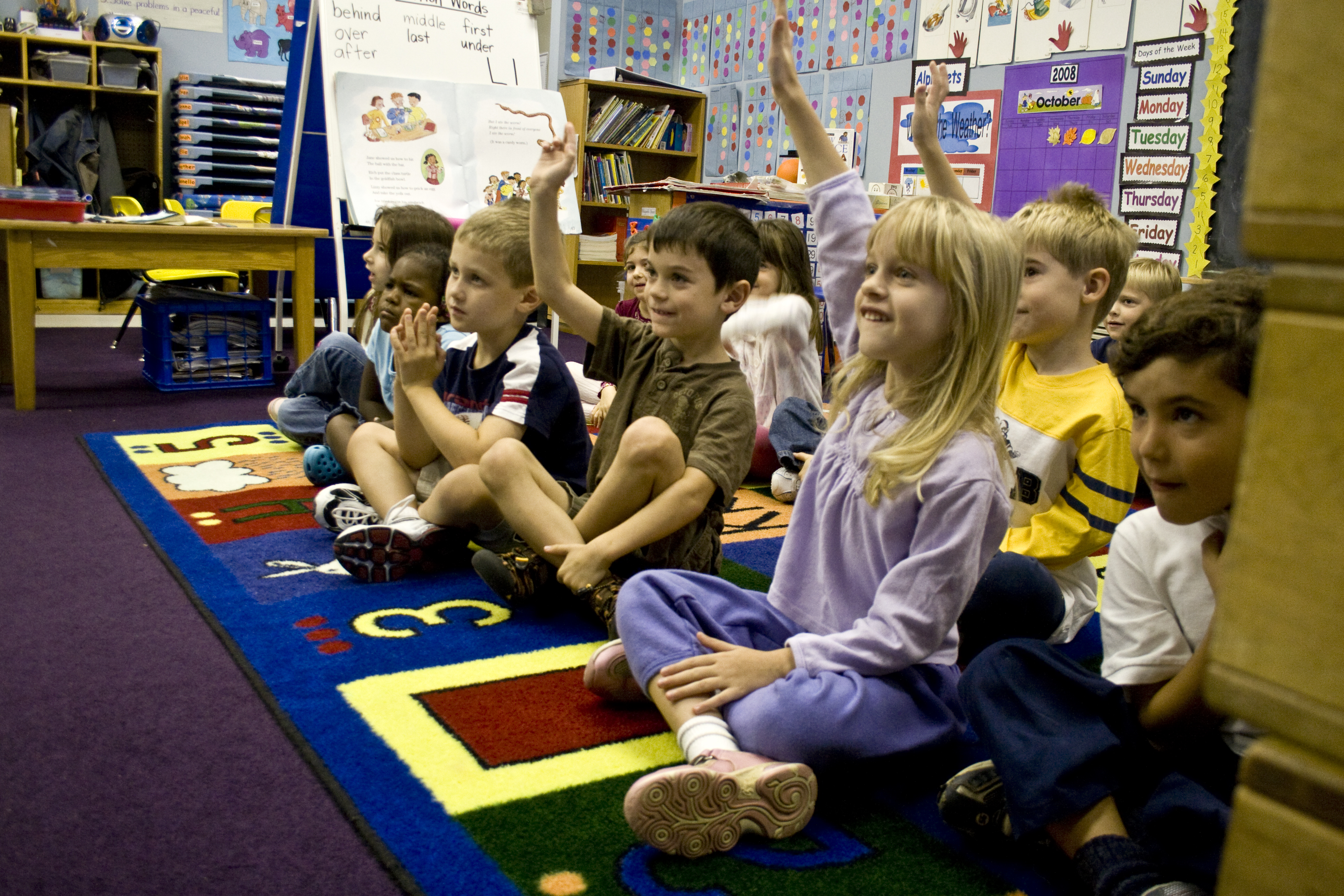
Kindergarten in den USA, 2008.

Heute sind in den USA die Kindergärten den Grundschulen (Elementary Schools) angegliedert, die Teil des amerikanischen Schulsystems sind. Dieser Kindergarten ist ein einjähriges Programm – die sogenannte Klassenstufe „K“ –, in dem Grundfertigkeiten unter anderem im Lesen und Rechnen vermittelt werden. Die Teilnahme ist kostenlos und in 19 Staaten verpflichtend. Der Schultag der Kindergartenkinder entspricht weitgehend dem der übrigen Grundschüler (All Day, Every Day Kindergarten). Jedoch gibt es diesen All Day, Every Day Kindergarten nur in einigen Bundesstaaten. In den übrigen Staaten gehen die Kinder also nur jeden zweiten Tag (in der Regel montags, mittwochs und jeden zweiten Freitag beziehungsweise dienstags, donnerstags und den jeweils anderen Freitag) zur Schule oder die ganze Woche nur vor- bzw. nachmittags. Auf den Kindergarten folgt der Besuch der ersten Klasse. Die Klassen werden dafür neu zusammengesetzt und erhalten neue Lehrerinnen oder Lehrer. Als Datum der Einschulung wird in den meisten amerikanischen Familien nicht der Beginn der ersten Klasse, sondern der Eintritt des Kindes in den Kindergarten gefeiert.

#### Child Day Care
Vom Kindergarten als Teil des staatlichen Bildungssystems sind die anderen Frühförderungs- und Betreuungsprogramme zu unterscheiden, die es in den USA in großer Zahl und Vielfalt gibt. Den deutschen Kindertagesstätten entsprechen am ehesten die Day Care Centers und Nursery Schools, die sich gleichermaßen als Schulen wie als Ganztagsbetreuung für Kinder berufstätiger Eltern verstehen. Der Mutterschutz in den USA endet zwölf Wochen nach der Geburt und da eine darüber hinaus reichende Erziehungszeit weder von den Arbeitgebern noch vom Staat unterstützt wird, fördern und betreuen Day Care Centers Kinder von drei Monaten bis zu fünf Jahren.
Day Care Centers erhalten keine staatlichen Fördermittel, werden häufig jedoch von lokalen Arbeitgebern bezuschusst. Daneben werden je nach Geschäftstüchtigkeit der Leitung zum Teil erhebliche private Zuschüsse eingeworben (fundraising). Der Besuch eines Day Care Centers ist kostenpflichtig und um ein Vielfaches teurer als bei deutschen Kindergärten. Eltern mit geringem Einkommen können oft jedoch Förderung, d. h. einen ermäßigten Tarif, beantragen. Die Betreuungszeiten sind flexibel und ermöglichen den Eltern normale Arbeitszeiten. Die Kinder sind in Gruppen von Gleichaltrigen zusammengefasst, wobei die Gruppen mit zunehmendem Alter der Kinder immer größer werden, jedoch kaum die Größe von Grundschulklassen erreichen. In teureren Day Care Centers werden nicht nur Erzieher (teachers) und angelernte Betreuer beschäftigt, sondern es kommen auch freie Mitarbeiter ins Haus, um Unterricht in Spezialfächern wie Fremdsprachen, Musik, Tanz oder Yoga zu erteilen.
Qualität und Ausstattung variieren stark. Für die Qualitätssicherung sorgt einerseits die Lobby der (zahlenden) Eltern und andererseits Institutionen wie z. B. die National Association for the Education of Young Children, die viel beachtete Akkreditierungen aussprechen.

#### Frühförderungsprogramme
Unter den Förderungsangeboten sind vor allem die von privater Hand, beispielsweise Kirchen oder YMCA, getragenen Preschools und das staatliche Programm Head Start zu nennen. Als Teilzeitprogramm bilden die Preschools die Entsprechung der Halbtagsbetreuung in Kindergärten.

### Vereinigtes Königreich
Das erste Schuljahr wird in England und Wales „Rezeption“ oder auch das „Jahr Null“ genannt. Kindertagesstätten, welche nicht im Schulsystem integriert sind, werden „Nursery School“ genannt. Die Bezeichnung Nursery School wird auch öfter durch die Bezeichnung Kindergarten ersetzt, jedoch nur für Werbungszwecke. In Schottland ist der Ausdruck Kindergarten im Allgemeinen nicht die Bezeichnung für Nursery School. Das erste Bildungsjahr wird in Schottland als „Primary 1“ bezeichnet.